# إنترنت الأشياء
إنترنت الأشياء  (بالإنجليزية: Internet of Things - IoT)، مصطلح برز حديثا ، يُقصد به الجيل الجديد من الإنترنت (الشبكة) الذي يتيح التفاهم بين الأجهزة المترابطة مع بعضها عبر بروتوكول الإنترنت،  والأجهزة المزودة بأجهزة استشعار، وقدرة معالجة، وبرامج، وتقنيات أخرى تتصل وتتبادل البيانات مع الأجهزة والأنظمة الأخرى عبر الإنترنت أو شبكات الاتصال الأخرى. وتشمل هذه الأجهزة الأدوات والمستشعرات والحساسات وأدوات الذكاء الاصطناعي المختلفة وغيرها. ويتخطى هذا التعريف المفهوم التقليدي وهو تواصل الأشخاص مع الحواسيب والهواتف الذكية عبر شبكة عالمية واحدة ومن خلال بروتوكول الإنترنت التقليدي المعروف. وما يميز إنترنت الأشياء أنها تتيح للإنسان التحرر من المكان، أي أن الشخص يستطيع التحكم في الأدوات من دون الحاجة إلى التواجد في مكان محدّد للتعامل مع جهاز معين. تم اعتبار "إنترنت الأشياء" تسمية خاطئة لأن الأجهزة لا تحتاج إلى الاتصال بالإنترنت العام؛ إنها تحتاج فقط إلى الاتصال بشبكة،  وأن تكون قابلة للعنونة بشكل فردي.
تطور المجال بسبب تقارب التقنيات المتعددة، بما في ذلك الحوسبة الموجودة في كل مكان، وأجهزة الاستشعار السلعية، والأنظمة المضمنة القوية بشكل متزايد، بالإضافة إلى التعلم الآلي. تُمكن المجالات القديمة للأنظمة المضمنة، وشبكات الاستشعار اللاسلكية، وأنظمة التحكم، والأتمتة (بما في ذلك التشغيل الآلي للمنزل والمباني)، بشكل مستقل وجماعي، إنترنت الأشياء. في سوق المستهلكين، تُعد تقنية إنترنت الأشياء مرادفة لمنتجات "المنزل الذكي"، بما في ذلك الأجهزة والأدوات (تركيبات الإضاءة، وأجهزة تنظيم الحرارة، وأنظمة أمان المنزل، والكاميرات، والأجهزة المنزلية الأخرى) التي تدعم نظامًا بيئيًا واحدًا أو أكثر شائعًا، والتي يُمكن التحكم فيها عبر الأجهزة المرتبطة بهذا النظام البيئي، مثل الهواتف الذكية والسماعات الذكية. يُستخدم إنترنت الأشياء أيضًا في أنظمة الرعاية الصحية.
هناك عدد من المخاوف بشأن المخاطر في نمو تقنيات ومنتجات إنترنت الأشياء، خاصة في مجالات الخصوصية والأمان، وبالتالي، كانت هناك تحركات من قِبل الصناعة والحكومة لمعالجة هذه المخاوف، بما في ذلك تطوير المعايير الدولية والمحلية، والمبادئ التوجيهية، والأطر التنظيمية. نظرًا لطبيعتها المترابطة، فإن أجهزة إنترنت الأشياء عُرضة لانتهاكات الأمان ومخاوف الخصوصية. في الوقت نفسه، تُنشئ الطريقة التي تتواصل بها هذه الأجهزة لاسلكيًا غموضًا تنظيميًا، مما يُعقد الحدود القضائية لنقل البيانات.

## خلفية
في حوالي عام 1972 طور مُختبر ستانفورد للذكاء الاصطناعي آلة بيع تُحكم بواسطة الكمبيوتر، لاستخدامها في المواقع البعيدة، مُكيفة من آلة مُستأجرة من كومباس جروب، والتي كانت تبيع نقدًا أو من خلال محطة كمبيوتر بالدين. شملت المنتجات البيرة والزبادي والحليب. سُميت باسم "برانسينغ بوني" على اسم الغرفة، والتي سُميت على اسم نزل في "سيد الخواتم"،  حيث سُميت كل غرفة في مُختبر ستانفورد للذكاء الاصطناعي على اسم مكان في الأرض الوسطى. فيما لا تزال نسخة لاحقة تعمل حاليًا في قسم علوم الكمبيوتر في ستانفورد، بعد تحديث الأجهزة والبرامج.

## التاريخ
في عام 1982 بُني مفهوم مُبكر لجهاز ذكي متصل بالشبكة كواجهة إنترنت لأجهزة الاستشعار المُثبتة في آلة بيع كوكاكولا بقسم علوم الكمبيوتر بجامعة كارنيغي ميلون،  والتي زودها طلاب الدراسات العليا المُتطوعون، وقدمت نموذجًا لدرجة الحرارة وحالة الجرد،  مُستوحاة من آلة البيع التي يتحكم فيها الكمبيوتر في غرفة "برانسينغ بوني" في مُختبر ستانفورد للذكاء الاصطناعي. [21] في البداية كانت هذه الآلة مُتاحة فقط في حرم جامعة كارنيجي ميلون، ثم أصبحت أول جهاز متصل بشبكة أربانت.
أنتجت ورقة مارك وايزر البحثية عام 1991 حول الحوسبة الموجودة في كل مكان، "كمبيوتر القرن الحادي والعشرين"، بالإضافة إلى الأماكن الأكاديمية مثل "يوبي كومب"، و"بيركوم"، الرؤية المُعاصرة لإنترنت الأشياء. في عام 1994، وصف رضا راجي المفهوم في آي تربل إي سبيكتروم بأنه "نقل حزم صغيرة من البيانات إلى مجموعة كبيرة من العُقد، وذلك لدمج وأتمتة كل شيء من الأجهزة المنزلية إلى المصانع بأكملها". بين عامي 1993 و1997، اقترحت العديد من الشركات حلولًا مثل "مايكروسوفت في العمل"، أو "نوفل نيست". اكتسب المجال زخمًا عندما تصور بيل جوي الاتصال بين الأجهزة كجزء من إطار عمله "Six Webs"، الذي عُرض في المُنتدى الاقتصادي العالمي في دافوس عام 1999.
ظهر مفهوم "إنترنت الأشياء" والمُصطلح نفسه لأول مرة في خطاب ألقاه بيتر تي لويس، أمام المؤتمر الأسود التمهيدي الخامس عشر في واشنطن العاصمة، والذي نُشر في سبتمبر 1985. وفقًا للويس فأن "إنترنت الأشياء هو دمج الأشخاص والعمليات والتكنولوجيا مع الأجهزة وأجهزة الاستشعار القابلة للتوصيل لتمكين المراقبة عن بُعد والحالة والتلاعب وتقييم اتجاهات هذه الأجهزة." 
صاغ كيفن آشتون من بروكتر آند جامبل، لاحقًا من مركز "أوتو آي دي" التابع لمعهد ماساتشوستس للتكنولوجيا، مُصطلح "إنترنت الأشياء" بشكل مُستقل في عام 1999،  على الرغم من أنه يُفضل عبارة "إنترنت للأشياء". في تلك المرحلة، كان ينظر إلى تحديد التردد اللاسلكي (RFID) على أنه أمر ضروري لإنترنت الأشياء،  مما سيسمح لأجهزة الكمبيوتر بإدارة جميع الأشياء الفردية. يتمثل الموضوع الرئيسي لإنترنت الأشياء في تضمين أجهزة إرسال واستقبال مُتنقلة قصيرة المدى في أدوات مُختلفة وضرورات يومية لتمكين أشكال جديدة من الاتصال بين الأشخاص والأشياء، وبين الأشياء نفسها.
في عام 2004، توقع كورنيليوس "بيت" بيترسون، الرئيس التنفيذي لشركة نت سيليكون، أن "العصر القادم من تكنولوجيا المعلومات ستسيطر عليه أجهزة إنترنت الأشياء، وستكتسب الأجهزة المُتصلة بالشبكة في النهاية شعبية وأهمية لدرجة أنها ستتجاوز بكثير عدد أجهزة الكمبيوتر ومحطات العمل المُتصلة بالشبكة." اعتقد بيترسون أن الأجهزة الطبية وأجهزة التحكم الصناعية ستُصبح تطبيقات مُهيمنة لهذه التكنولوجيا.
ببساطة، حددت شركة سيسكو أنترنت الأشياء بأنه "النقطة الزمنية التي تجاوز فيها عدد الأشياء أو الأجسام المتصلة بالإنترنت عدد البشر". وقدرت الشركة أن إنترنت الأشياء قد "وُلد" بين عامي 2008 و2009، حيث ارتفعت نسبة الأشياء إلى عدد الأشخاص من 0.08 في عام 2003 إلى 1.84 في عام 2010.

## التطبيقات
غالبًا ما تُقسم المجموعة الواسعة من تطبيقات أجهزة إنترنت الأشياء  إلى مساحات المستهلكين، والتجارية، والصناعية، والبنية التحتية.

### المستهلكون
تشهد أجهزة إنترنت الأشياء للاستخدام الاستهلاكي إنتاجًا متزايدًا، وتشمل هذه الأجهزة المتعلقة بالمركبات المتصلة، والتشغيل الآلي للمنزل، والتكنولوجيا القابلة للارتداء، والصحة المتصلة، والأجهزة ذات إمكانيات المراقبة عن بُعد.

#### أتمتة المنزل
تُعد أجهزة إنترنت الأشياء جزءًا من المفهوم الأكبر للتشغيل الآلي للمنزل، والذي يمكن أن يشمل الإضاءة، والتدفئة وتكييف الهواء، وأنظمة الوسائط والأمان، وأنظمة الكاميرات. يمكن أن تشمل الفوائد طويلة المدى توفير الطاقة عن طريق ضمان إطفاء الأنوار والإلكترونيات تلقائيًا أو عن طريق جعل سكان المنزل على دراية بالاستخدام.
يمكن أن يعتمد المنزل الذكي أو المنزل الآلي على نظام أساسي أو محاور تتحكم في الأجهزة والأدوات الذكية. على سبيل المثال، باستخدام "هوم كيت" من آبل، يمكن للمُصنعين التحكم في منتجاتهم وملحقاتهم المنزلية بواسطة تطبيق في أجهزة آي أو إس مثل آيفون وساعة أبل. يمكن أن يكون هذا تطبيقًا مُخصصًا أو تطبيقات آي أو إس أصلية مثل سيري. ويمكن توضيح ذلك في حالة "أساسيات المنزل الذكي من لينوفو"، وهو خط من الأجهزة المنزلية الذكية التي يتم التحكم فيها من خلال تطبيق "آبل هوم"، أو سيري دون الحاجة إلى جسر واي فاي.
هناك أيضًا محاور منزلية ذكية مُخصصة تُقدم كمنصات مُستقلة لتوصيل مُنتجات منزلية ذكية مُختلفة. وتشمل هذه "أمازون إيكو"، و"جوجل هوم"، وهوم بود من آبل، و"مركز الأشياء الذكية" من سامسونج. بالإضافة إلى الأنظمة التجارية، هناك العديد من الأنظمة البيئية مفتوحة المصدر وغير المُلزمة الملكية، بما في ذلك "المساعد المنزلي"، و"أوبن هاب"، و"دوموتيكز".

#### رعاية المسنين
أحد التطبيقات الرئيسية للمنزل الذكي هو مُساعدة كبار السن والمعاقين. تستخدم أنظمة المنزل هذه التكنولوجيا المُساعدة لاستيعاب الإعاقات المُحددة للمالك. يُمكن للتحكم الصوتي مُساعدة المُستخدمين الذين يعانون من قيود في الرؤية والحركة، بينما يُمكن توصيل أنظمة التنبيه مُباشرةً بزرعات القوقعة الصناعية التي يرتديها المُستخدمون الذين يعانون من ضعف السمع. كما يُمكن تجهيزها بميزات أمان إضافية، بما في ذلك أجهزة الاستشعار التي تُراقب حالات الطوارئ الطبية مثل السقوط أو النوبات. يُمكن لتكنولوجيا المنزل الذكي المُطبقة بهذه الطريقة أن توفر للمُستخدمين مزيدًا من الحرية ونوعية حياة أفضل.

### المؤسسات
يُشير مُصطلح "إنترنت الأشياء للمؤسسات" (بالإنجليزية: Enterprise IoT) إلى الأجهزة المُستخدمة في بيئات الأعمال والشركات.

#### الطب والرعاية الصحية
إنترنت الأشياء الطبي (IoMT) هو تطبيق لإنترنت الأشياء للأغراض الطبية والصحية، وجمع البيانات وتحليلها للبحث، والمراقبة. يُشار إليه باسم "الرعاية الصحية الذكية"،  باعتباره التكنولوجيا اللازمة لإنشاء نظام رعاية صحية رقمي، يربط الموارد الطبية المتاحة وخدمات الرعاية الصحية.
يمكن استخدام أجهزة إنترنت الأشياء لتمكين المراقبة الصحية عن بُعد وأنظمة الإخطار في حالات الطوارئ. تتراوح هذه الأجهزة من أجهزة مراقبة ضغط الدم، ومعدل ضربات القلب إلى الأجهزة المُتقدمة القادرة على مراقبة الغرسات المُتخصصة، مثل أجهزة تنظيم ضربات القلب، وأساور المعصم الإلكترونية، أو أجهزة السمع المُتقدمة. بدأت بعض المُستشفيات في تطبيق "أسرة ذكية" يمكنها اكتشاف وقت شغلها ومتى يُحاول المريض النهوض. يمكنها أيضًا ضبط نفسها لضمان تطبيق الضغط والدعم المناسبين على المريض دون التفاعل اليدوي للمُمرضات. أشار تقرير Goldman Sachs لعام 2015 إلى أن أجهزة إنترنت الأشياء للرعاية الصحية "يمكنها توفير أكثر من 300 مليار دولار للولايات المتحدة في النفقات الصحية السنوية عن طريق زيادة الإيرادات وتقليل التكاليف". علاوة على ذلك، أدى استخدام الأجهزة المحمولة لدعم المتابعة الطبية إلى إنشاء "الصحة المتنقلة"، التي تُستخدم لتحليل الإحصاءات الصحية.
يمكن أيضًا تجهيز أجهزة استشعار مُتخصصة داخل أماكن المعيشة لمراقبة صحة وكبار السن ورفاهيتهم العامة، مع ضمان توفير العلاج المناسب ومساعدة الأشخاص على استعادة الحركة المفقودة من خلال العلاج أيضًا. تُنشئ أجهزة الاستشعار هذه شبكة من أجهزة الاستشعار الذكية القادرة على جمع المعلومات القيّمة ومعالجتها ونقلها وتحليلها في بيئات مُختلفة، مثل توصيل أجهزة المراقبة المنزلية بالأنظمة المُستندة إلى المستشفى. تُعد الأجهزة الاستهلاكية الأخرى لتشجيع الحياة الصحية، مثل الموازين المتصلة أو أجهزة مراقبة القلب القابلة للارتداء، ممكنة أيضًا مع إنترنت الأشياء. تتوفر أيضًا منصات إنترنت الأشياء الشاملة لمراقبة الصحة للمرضى قبل الولادة والمُزمنين، مما يُساعد على إدارة العلامات الحيوية الصحية ومتطلبات الأدوية المُتكررة.
أتاحت التطورات في أساليب تصنيع الإلكترونيات البلاستيكية والنسيجية أجهزة استشعار إنترنت الأشياء الطبي منخفضة التكلفة للغاية، والتي تُستخدم لمرة واحدة. يمكن تصنيع أجهزة الاستشعار هذه، جنبًا إلى جنب مع إلكترونيات تحديد الهوية بموجات الراديو المطلوبة، على الورق أو المنسوجات الإلكترونية لأجهزة الاستشعار التي تعمل لاسلكيًا والتي تُستخدم لمرة واحدة. تم إنشاء تطبيقات للتشخيص الطبي في نقطة الرعاية السريرية، حيث تُعد قابلية النقل وانخفاض تعقيد النظام أمرًا أساسيًا.
في عام 2018 انتقل تطبيق إنترنت الأشياء الطبي من صناعة المُختبرات السريرية، إلى صناعات الرعاية الصحية والتأمين الصحي. حيث يسمح إنترنت الأشياء الطبي في للأطباء والمرضى والآخرين، مثل أوصياء المرضى والمُمرضات والعائلات وما شابه، بأن يكونوا جزءًا من النظام، حيث يتم حفظ سجلات المرضى في قاعدة بيانات، مما يسمح للأطباء وبقية الطاقم الطبي بالوصول إلى معلومات المريض. يوفر إنترنت الأشياء الطبي في صناعة التأمين الوصول إلى أنواع أفضل وجديدة من المعلومات الديناميكية. يشمل ذلك الحلول القائمة على أجهزة الاستشعار مثل أجهزة الاستشعار الحيوية والأجهزة القابلة للارتداء والأجهزة الصحية المتصلة وتطبيقات الهاتف المحمول لتتبع سلوك العملاء. يمكن أن يؤدي هذا إلى اكتشاف تأمين أكثر دقة ونماذج تسعير جديدة.
يلعب تطبيق إنترنت الأشياء في مجال الرعاية الصحية دورًا أساسيًا في إدارة الأمراض المُزمنة وفي الوقاية من الأمراض ومكافحتها. تُمكن المراقبة عن بُعد من خلال ربط حلول لاسلكية قوية. تُمكن قابلية الاتصال مُمارسي الصحة من التقاط بيانات المريض وتطبيق خوارزميات مُعقدة في تحليل البيانات الصحية.

#### النقل

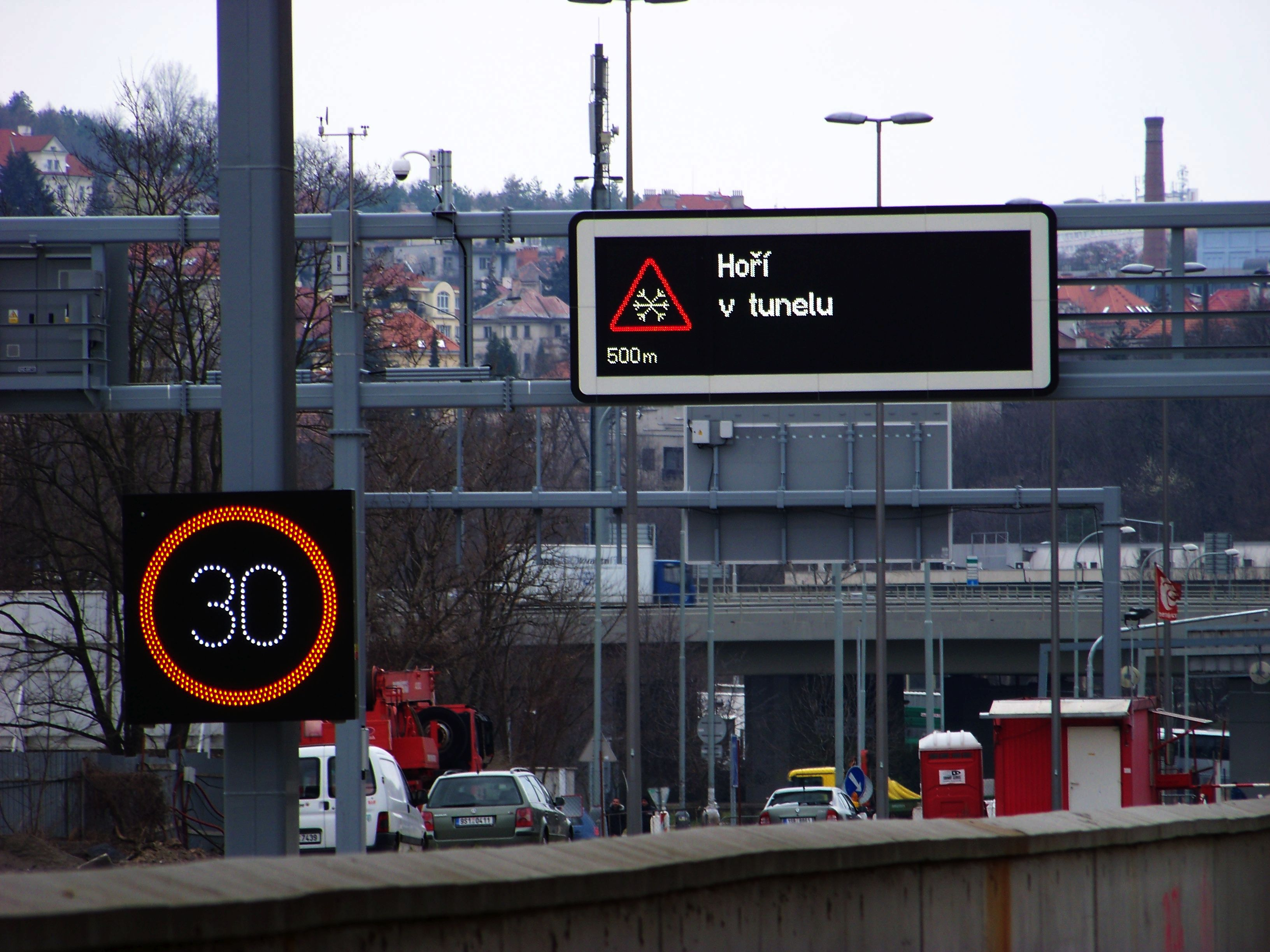
علامة حد السرعة المتغيرة الرقمية

يمكن أن يُساعد إنترنت الأشياء في دمج عمليات الاتصال والتحكم ومعالجة المعلومات عبر مُختلف أنظمة النقل. ويتجلى ذلك في تطبيقه الشامل على كافة مكونات النظام النقلي، بدءًا من المركبة نفسها وصولًا إلى البنية التحتية والسائق أو المستخدم. ومن ثَمَّ، يتيح التفاعل الديناميكي بين هذه المكونات تحقيق اتصال فعال بين المركبات وداخلها، فضلًا عن تمكين التحكم الذكي في حركة المرور، وإدارة مواقف السيارات بفاعلية، وتطبيق أنظمة تحصيل الرسوم الإلكترونية، وتحسين الخدمات اللوجستية، وإدارة الأسطول، فضلًا عن تعزيز السلامة والتحكم في المركبات وتقديم خدمات المساعدة على الطريق.

#### الاتصالات بين المركبة وكل شيء
في أنظمة اتصالات المركبات، يتألف الاتصال بين المركبة وكل ما يحيط بها (V2X) من ثلاثة أركان أساسية: الاتصال بين المركبات ذاتها (V2V)، والاتصال بين المركبات والبنية التحتية للطريق (V2I)، والاتصال بين المركبات والمشاة (V2P). ويُعد نظام V2X بمثابة اللبنة الأولى في مسار التحول نحو القيادة الذاتية وإقامة بنية تحتية ذكية للطرق.

#### أتمتة المنزل
يمكن توظيف أجهزة إنترنت الأشياء في رصد وتسيير الأنظمة الميكانيكية والكهربائية والإلكترونية المستعملة في شتى أنواع المباني (كالمباني العامة والخاصة والصناعية والمؤسساتية والسكنية)  ضمن أنظمة التشغيل الآلي للمنازل والمباني. وفي هذا الإطار، تتناول الدراسات ثلاثة محاور رئيسية:
- دمج الإنترنت مع أنظمة إدارة طاقة المباني لإنشاء "مباني ذكية" موفرة للطاقة وقائمة على إنترنت الأشياء.[23]
- الوسائل المُمكنة للمراقبة اللحظية لتقليل استهلاك الطاقة [51] ومراقبة سلوكيات شاغلي المباني.[23]
- دمج الأجهزة الذكية في البيئة العمرانية وكيف استثمارها في التطبيقات المُستقبلية.[23]

### الصناعية
ويُعرف أيضًا باسم إنترنت الأشياء الصناعي (IIoT)، حيث تكتسب أجهزة إنترنت الأشياء الصناعية البيانات من المعدات المتصلة وتحللها، فضلًا عن تكنولوجيا العمليات (OT) والمواقع والأفراد. وبالتعاون مع أجهزة مراقبة تكنولوجيا العمليات (OT)، يساعد إنترنت الأشياء الصناعي على تنظيم ومراقبة الأنظمة الصناعية. كما يمكن تطبيق نفس التنفيذ لتحديث السجلات الآلي لمواقع الأصول في وحدات التخزين الصناعية، حيث يمكن أن تختلف أحجام الأصول من برغي صغير إلى قطع غيار كاملة للمحرك، وقد يؤدي سوء وضع هذه الأصول إلى خسارة الوقت والجهد والمال.

#### التصنيع
إنترنت الأشياء قادر على ربط أجهزة التصنيع المتنوعة والمزودة بقدرات استشعار، وتحديد، ومعالجة، وتواصل، وتشغيل، وشبكية. يتيح ذلك التحكم في الشبكة وإدارة معدات التصنيع، وإدارة الأصول والمخزون، أو التحكم في عمليات التصنيع نفسها، مما يفتح آفاقًا واسعة أمام التطبيقات الصناعية والتصنيع الذكي. تتيح أنظمة إنترنت الأشياء الذكية تحقيق سرعة في التصنيع وتحسين المنتجات الجديدة والاستجابة السريعة لمتطلبات السوق المتغيرة.
تندرج أنظمة التحكم الرقمية المسؤولة عن أتمتة عناصر التحكم في العمليات وأدوات المشغل وأنظمة معلومات الخدمة، والتي تهدف إلى تعزيز سلامة وأمان المصنع، ضمن نطاق إنترنت الأشياء الصناعي (IIoT). يمكن أيضًا تطبيق مبادئ إنترنت الأشياء على إدارة الأصول من خلال الصيانة التنبؤية، والتقييم الإحصائي، والقياسات الدقيقة، مما يساهم في زيادة الموثوقية إلى أقصى حد. يمكن دمج أنظمة الإدارة الصناعية مع الشبكات الذكية، مما يتيح تحسين كفاءة الطاقة. وتوفر الأجهزة الاستشعار المتصلة بالشبكة مجموعة واسعة من البيانات القيمة التي يمكن استخدامها في القياسات، والتحكم الآلي، وتحسين عمليات المصنع، وإدارة الصحة والسلامة، وغيرها من الوظائف. ولا يقتصر استخدام إنترنت الأشياء على التصنيع العام، بل يمتد إلى عمليات تصنيع البناء أيضاً.

#### الزراعة
هناك العديد من تطبيقات إنترنت الأشياء في الزراعة  مثل جمع البيانات عن درجة الحرارة، وهطول الأمطار، والرطوبة، وسرعة الرياح، وتفشي الآفات، ومحتوى التربة. يمكن استخدام هذه البيانات لأتمتة تقنيات الزراعة، واتخاذ قرارات مستنيرة لتحسين الجودة والكمية، وتقليل المخاطر والهدر، وتقليل الجهد اللازم لإدارة المحاصيل. على سبيل المثال، يمكن للمزارعين الآن مراقبة درجة حرارة التربة ورطوبتها عن بُعد، وحتى تطبيق البيانات التي تم الحصول عليها من إنترنت الأشياء على برامج التسميد الدقيقة. الهدف العام هو أن البيانات من أجهزة الاستشعار، إلى جانب معرفة المزارع وحدسه بشأن مزرعته، يمكن أن تُساعد في زيادة إنتاجية المزرعة، وكذلك في تقليل التكاليف.
في أغسطس 2018 شرعت شركة تويوتا تسوشو في شراكة مع شركة مايكروسوفت لتطوير أدوات حديثة لتربية الأسماك. واستندت هذه الشراكة على منصة مايكروسوفت أزور السحابية، التي استُخدمت في تطوير مجموعة من التطبيقات المبتكرة لإدارة الموارد المائية في مزارع الأسماك. وقد شارك باحثون من جامعة كينداي في تطوير آليات ضخ المياه، مستعينين بالذكاء الاصطناعي لتحليل بيانات حركة الأسماك على أحزمة النقل. وبهذه الطريقة، تمكن الباحثون من تقدير أعداد الأسماك بدقة وتحليل كفاءة تدفق المياه بناءً على البيانات التي جمعوها.
يُعد مشروع "فارم بيتس" التابع لمايكروسوفت ريسيرش مثالًا آخر على تطبيقات الزراعة الذكية التي تعتمد على تقنيات السحابة. حيث يستخدم هذا المشروع الترددات التلفزيونية غير المستغلة لتوصيل البيانات من المزارع إلى الشبكات السحابية. وقد أصبح هذا المشروع متاحًا الآن عبر منصة مايكروسوفت أزور.

#### البحرية
أصبحت أجهزة إنترنت الأشياء تُستخدم لمراقبة بيئات وأنظمة القوارب واليخوت. تُترك العديد من قوارب الترفيه دون مراقبة لأيامٍ في الصيف، ولأشهرٍ في الشتاء، لذا فإن هذه الأجهزة توفر تنبيهات مبكرة قيمة بشأن الفيضانات والحرائق وانخفاض شحن البطاريات. يُمكن استخدام شبكات البيانات العالمية مثل سيغفوكس، إلى جانب البطاريات طويلة العمر ودوائر الميكروإلكترونيات، لمراقبة غرف المحركات والمجاري والبطاريات باستمرار، وإرسال التقارير إلى تطبيقات أندرويد وآبل المتصلة، على سبيل المثال.

### البنية التحتية
تُعتبر مراقبة والتحكم في عمليات البنية التحتية الحضرية والريفية المستدامة، مثل الجسور، ومسارات السكك الحديدية، ومزارع الرياح على اليابسة وفي البحر، من التطبيقات الرئيسية لإنترنت الأشياء. يمكن استخدام بنية إنترنت الأشياء لمراقبة أي أحداث أو تغييرات في الظروف الهيكلية التي قد تؤثر على السلامة وتزيد من المخاطر. يمكن أن تستفيد صناعة البناء من إنترنت الأشياء من خلال توفير التكاليف، وتقليل الوقت، وتحسين جودة العمل، وإلغاء الورق، وزيادة الإنتاجية. يساعد ذلك في اتخاذ قرارات أسرع وتوفير المال من خلال تحليل البيانات في الوقت الفعلي. كما يمكن استخدامه في جدولة أنشطة الإصلاح والصيانة بكفاءة من خلال تنسيق المهام بين مختلف مقدمي الخدمات والمستخدمين لهذه المرافق. يمكن أيضًا استخدام أجهزة إنترنت الأشياء للتحكم في البنية التحتية الحيوية مثل الجسور لتوفير الوصول إلى السفن. من المحتمل أن يؤدي استخدام أجهزة إنترنت الأشياء لمراقبة وتشغيل البنية التحتية إلى تحسين إدارة الحوادث وتنسيق الاستجابة للطوارئ، وكذلك تحسين جودة الخدمة، وزيادة أوقات التشغيل، وتقليل تكاليف التشغيل في جميع مجالات البنية التحتية. حتى مجالات مثل إدارة النفايات يمكن أن تستفيد من هذه التكنولوجيا.

#### النشر على نطاق حضري
تُنفذ حاليًا العديد من المشاريع الطموحة على نطاق واسع لتطبيق تقنيات إنترنت الأشياء، بهدف الارتقاء بإدارة المدن والبنى التحتية. ومن الأمثلة البارزة على ذلك، مدينة سونغدو في كوريا الجنوبية التي تُعتبر رائدة في مجال المدن الذكية. وبالرغم من أنها لا تزال قيد الإنشاء، فقد بلغت نسبة الإنجاز في المنطقة التجارية حوالي 70% بحلول يونيو عام 2018. وتتميز هذه المدينة بتصميمها المستقبلي الذي يعتمد على الأتمتة الشاملة، مع تقليل الحاجة إلى التدخل البشري إلى أدنى حد ممكن.
في عام 2014 شهدت مدينة شنت أندر الإسبانية مشروعًا مماثلاً، حيث تبنت نهجًا متكاملًا لتطبيق تقنيات إنترنت الأشياء. وقد حققت هذه المدينة، التي يبلغ عدد سكانها 180 ألف نسمة، نجاحًا ملحوظًا في هذا المجال، حيث شهد تطبيقها الخاص بأجهزة الهواتف الذكية 18 ألف تحميلًا. ويتصل هذا التطبيق بشبكة تضم 10 ألف جهاز استشعار، مما يوفر مجموعة واسعة من الخدمات الذكية مثل تحديد مواقف السيارات ورصد المؤشرات البيئية. وتستفيد هذه المدينة من البيانات التي تجمعها هذه الأجهزة لتعزيز تجربة المتسوقين من خلال تقديم عروض خاصة مخصصة، وذلك بناءً على سلوكياتهم داخل المدينة. ويهدف هذا النهج إلى تحقيق أقصى استفادة من كل تفاعل مع المستخدم.
من الأمثلة الأخرى على المشاريع واسعة النطاق التي تُنفذ حاليًا أو من المخطط تنفيذها قريبًا مدينة المعرفة الصينية السنغافورية في غوانغجو، والتي تهدف إلى تعزيز التعاون الثقافي والمعرفي بين البلدين. كما تشمل هذه الأمثلة الجهود المبذولة في سان خوسيه، كاليفورنيا، لتحسين جودة الهواء والماء، والحد من التلوث الضوضائي، وزيادة كفاءة النقل. وفي سنغافورة طُبقت أنظمة ذكية لإدارة حركة المرور في المنطقة الغربية.
وباستخدام تقنية الوصول العشوائي متعدد الطور (RPMA)، بنت شركة إنجينيوم - ومقرها سان دييغو - شبكة وطنية واسعة النطاق لنقل البيانات منخفضة التردد. وتعمل هذه الشبكة، المعروفة باسم "شبكة الآلات"، على نفس تردد 2.4 جيجاهرتز المستخدم في شبكات الواي فاي، وتغطي أكثر من ثلث سكان الولايات المتحدة عبر 35 مدينة رئيسية، من بينها سان دييغو ودالاس.
شرعت الشركة الفرنسية "سيجفوكس" في عام 2014 في بناء شبكة اتصالات لاسلكية ذات نطاق ضيق للغاية في منطقة خليج سان فرانسيسكو، لتكون بذلك أولى الشركات التي تنفذ مثل هذا المشروع على الأراضي الأمريكية. وقد أعلنت الشركة لاحقًا عن عزمها على إقامة أربعة آلاف محطة قاعدة لتغطي 30 مدينة أمريكية بحلول نهاية عام 2016، مما يجعلها أكبر مزود لخدمات إنترنت الأشياء في البلاد حتى تلك اللحظة.
تشارك شركة سيسكو بدورها في مشاريع المدن الذكية. فقد قامت الشركة بنشر تقنيات متطورة تشمل شبكات واي فاي الذكية، وأنظمة الأمن والسلامة الذكية، والإضاءة الذكية، ومواقف السيارات الذكية، والنقل الذكي، ومحطات الحافلات الذكية، والأكشاك الذكية، والخدمات الحكومية عن بعد، والتعليم الذكي في منطقة تمتد لمسافة 5 كيلومتر (3.1 ميل) في مدينة فيجايوادا الهندية.
مثال آخر على انتشار هذه التكنولوجيا يتجسد في المشروع الذي أتمته شركة "نيويورك ووتروايز" في مدينة نيويورك، والذي يهدف إلى ربط جميع سفن المدينة وتمكين مراقبتها على مدار الساعة. وقد صممت هذه الشبكة وهندستها شركة فلويدميش نيتوركس، وهي شركة متخصصة في تطوير الشبكات اللاسلكية ذات التطبيقات الحيوية ومقرها شيكاغو. تغطي شبكة "نيويورك ووتروايز" حاليًا نهر هدسون والنهر الشرقي، وخليج نيويورك العلوي. بفضل هذه الشبكة اللاسلكية، أصبحت شركة "نيويورك ووتروايز" قادرة على إدارة أسطولها وركابها بطريقة لم تكن ممكنة سابقًا. وتشمل التطبيقات المحتملة لهذه الشبكة: تعزيز الأمن، وإدارة الطاقة والأسطول بكفاءة، وتوفير خدمات الإشارات الرقمية والواي فاي العام، وإدارة تذاكر الركوب بشكل رقمي.

#### إدارة الطاقة
تتزايد أعداد الأجهزة المنزلية والصناعية المُتصلة بالإنترنت، والتي تشمل المصابيح والأجهزة الكهربائية والمحركات والمضخات وغيرها. هذه الأجهزة، بفضل اتصالها بالشبكة، قادرة على التواصل مع شركات المرافق. لا يقتصر دور هذا التواصل على تحقيق التوازن في توليد الطاقة فحسب، بل يتعداه إلى تحسين كفاءة استهلاك الطاقة بشكل عام. تُتيح هذه الأجهزة للمستخدمين التحكم بها عن بُعد عبر واجهات سحابية، مما يسمح بجدولة تشغيلها وإيقافها، كالتحكم في أنظمة التدفئة والإضاءة والأفران. وبالتالي، فإنها تُمكّن من إدارة استهلاك الطاقة بشكل أكثر فعالية.
تُعتبر الشبكة الذكية تطبيقًا عمليًا لإنترنت الأشياء في قطاع الطاقة. فهي تجمع البيانات المتعلقة بالطاقة والقوة من مختلف الأجهزة المتصلة، وتُعالجها لتحسين كفاءة إنتاج وتوزيع الكهرباء. باستخدام بنية تحتية متقدمة للقياس (AMI) تستطيع شركات الكهرباء جمع البيانات من المستخدمين النهائيين وإدارة الأجهزة المتصلة بالشبكة الكهربائية مثل المحولات. وهذا بدوره يساهم في تحسين أداء الشبكة الكهربائية وتلبية احتياجات المستهلكين بشكل أفضل.

#### مراقبة البيئة
تستعين تطبيقات إنترنت الأشياء في مجال مراقبة البيئة بجُملة من المستشعرات المتطورة التي تسهم بشكل فعال في حماية البيئة. فمن خلال هذه المستشعرات، يمكن رصد جودة الهواء والماء وتغيرات الغلاف الجوي وخصائص التربة بدقة عالية. ولا يقتصر الأمر على ذلك، بل تمتد هذه التطبيقات لتشمل مراقبة حركة الكائنات الحية البرية وموائلها الطبيعية. وقد أتاح تطوير الأجهزة المتصلة بالإنترنت والتي تعمل بكفاءة عالية على توفير تطبيقات أخرى ذات أهمية قصوى، مثل أنظمة الإنذار المبكر بالزلازل أو التسونامي، مما يمكن خدمات الطوارئ من تقديم استجابة أسرع وأكثر فعالية في حالات الطوارئ.
تتميز أجهزة إنترنت الأشياء المستخدمة في هذا المجال بقدرتها على تغطية مساحات جغرافية واسعة، وقد تكون متحركة لتتبع التغيرات البيئية بدقة أكبر. وقد أجمع الخبراء على أن المعايير التي يفرضها إنترنت الأشياء على أجهزة الاستشعار اللاسلكية ستحدث نقلة نوعية في هذا المجال، وستساهم في تطوير حلول مبتكرة لمواجهة التحديات البيئية.

#### المختبرات الحية
مثال آخر على دمج إنترنت الأشياء هو "المختبر الحي" أو "المعمل الحي" الذي يجمع بين البحث والابتكار، مُنشئًا شراكة فريدة تجمع بين القطاع العام والخاص والمجتمع. بين عامي 2006 و2024، ظهر أكثر من 440 معملًا حيًا (على الرغم من أن بعضها قد توقف عن العمل). تستعين هذه المعامل بإنترنت الأشياء لتسهيل التعاون وتبادل المعرفة بين مختلف الأطراف، مما يسهم في ابتكار منتجات وتقنيات جديدة بشكل جماعي.
لكي تتمكن الشركات من تطوير خدمات إنترنت الأشياء وتطبيقها في المدن الذكية، تحتاج إلى حوافز تشجعها على ذلك. تلعب الحكومات دورًا محوريًا في هذا الصدد، حيث إن تغييراتها في السياسات تساهم بشكل كبير في تمكين المدن من تبني حلول إنترنت الأشياء التي تعزز الكفاءة والفعالية في استخدام الموارد. ومن الأمثلة على هذه الحوافز التي تقدمها الحكومات: التخفيضات الضريبية والإيجارات المعقولة، وتحسين وسائل النقل العام، وتوفير بيئة محفزة للابتكار تسمح للشركات الناشئة والشركات الإبداعية والشركات متعددة الجنسيات بالتعاون المشترك، وتشارك البنية التحتية وسوق العمل، والاستفادة من التقنيات المحلية، وتحسين عمليات الإنتاج وتكاليف المعاملات.

### العسكرية
إنترنت الأشياء العسكرية (IoMT) هو تطبيق عملي لتقنيات إنترنت الأشياء في ميدان القتال، بهدف تعزيز قدرات الاستطلاع والمراقبة وتحقيق الأهداف القتالية. ويتأثر هذا المجال تأثرًا بالغًا بالتطورات المتوقعة في طبيعة الحروب المستقبلية، خاصة في البيئات الحضرية. ويتضمن هذا التطبيق مجموعة واسعة من التقنيات الذكية، مثل أجهزة الاستشعار المتنوعة، والذخائر الموجهة، والمركبات الجوية والبرية غير المأهولة، والروبوتات المتقدمة، والأجهزة البيومترية القابلة للارتداء، وغيرها الكثير من الأنظمة التي تساهم في تحقيق التفوق في ساحة المعركة.
ومن الأمثلة البارزة على تطبيقات إنترنت الأشياء العسكرية نظام "Xaver 1000" المتطور، الذي طورته شركة "كاميرو تك" الإسرائيلية. يعتمد هذا النظام على أحدث التقنيات في مجال تصوير الأجسام خلف الجدران، حيث يستخدم رادار الموجات المليمترية الذي يعمل بترددات عالية جداً. ويتميز النظام بقدرته على تتبع الأهداف المتحركة بدقة عالية، وذلك بفضل اعتماد على تقنيات الذكاء الاصطناعي المتقدمة. كما يوفر النظام صورًا ثلاثية الأبعاد عالية الدقة للأجسام الموجودة خلف الحواجز، مما يمنح القوات المسلحة ميزة استخباراتية هائلة.

#### إنترنت الأشياء في ساحة المعركة
إنترنت الأشياء في ساحة المعركة هو مشروع بدأه ونفذه مختبر أبحاث الجيش الأمريكي (ARL) يسعى لاستغلال إمكانات "إنترنت الأشياء" في ميدان المعركة، وذلك بهدف تعزيز قدرات الجنود وتزويدهم بأدوات تكنولوجية متقدمة. يركز هذا المشروع البحثي على دراسة الأسس العلمية لتقنيات إنترنت الأشياء، وتطبيقها في البيئات القتالية. في عام 2017 أُسس "التحالف البحثي التعاوني لإنترنت الأشياء في ساحة المعركة" (IoBT-CRA). يهدف هذا التحالف إلى بناء شراكة وثيقة بين الصناعة والأوساط الأكاديمية وباحثين الجيش، وذلك لتطوير النظريات والتطبيقات العملية لتقنيات إنترنت الأشياء في المجال العسكري. من خلال هذا التحالف، يسعى الباحثون إلى وضع اللبنات الأساسية لتقنيات المستقبل التي ستحدث ثورة في طرق تنفيذ العمليات العسكرية.

#### محيط الأشياء
مشروع "محيط الأشياء" هو برنامج تقوده وكالة مشاريع البحوث المتقدمة الدفاعية الأمريكية (داربا) مصمم لإقامة شبكة إنترنت للأشياء عبر مساحات واسعة من المحيطات بهدف جمع ومراقبة وتحليل بيانات النشاط البيئي والسفني. ينطوي المشروع على نشر حوالي 50,000 طوفًا تستوعب مجموعة أجهزة استشعار سلبية تكشف وتتبع السفن العسكرية والتجارية بشكل مستقل كجزء من شبكة قائمة على السحابة.

### رقمنة المنتجات
تتعدد تطبيقات التغليف الذكي أو النشط، حيث يتم طبع رمز الاستجابة السريعة (QR Code) أو علامة الاتصال قريب المدى (NFC) على المنتج أو عبوته. هذه العلامات، وإن كانت سلبية في ذاتها، إلا أنها تحمل معرفًا فريدًا (عادة ما يكون عنوانًا إلكترونيًا) يتيح للمستخدم، عبر هاتفه الذكي،  الوصول إلى محتوى رقمي خاص بالمنتج.
رغم عدم تصنيف هذه العناصر ضمن نطاق إنترنت الأشياء بصورة صارمة، إلا أنها تشكل حافزًا للتفاعلات الرقمية. وقد صُوغ مصطلح "إنترنت التعبئة والتغليف" لوصف التطبيقات التي تعتمد على هذه المعرفات الفريدة في أتمتة سلاسل التوريد، حيث يجري مسحها على نطاق واسع من قبل المستهلكين للوصول إلى محتوى رقمي.
يمكن التحقق من صحة هذه المعرفات الفريدة، وبالتالي من المنتج نفسه، عبر "علامة مائية رقمية حساسة للنسخ" أو "نمط كشف النسخ" عند مسح رمز الاستجابة السريعة. كما يمكن لعلامات الاتصال قريب المدى أن تشفر الاتصالات لضمان الأمان.

## الاتجاهات والخصائص
من أبرز الاتجاهات البارزة في تكنولوجيا إنترنت الأشياء في السنوات الأخيرة هو التزايد المطرد في عدد الأجهزة المتصلة بالشبكة العنكبوتية والقابلة للتحكم عن بعد. تتباين تطبيقات هذه التكنولوجيا تفاوتًا واسعًا، مما يترتب عليه تنوع في الخصائص الفنية للأجهزة، إلا أنها تتشارك في بعض السمات الجوهرية.
تُتيح تكنولوجيا إنترنت الأشياء آفاقًا أوسع لاندماج العالم المادي مع النظم الحاسوبية بشكل مباشر، مما يؤدي إلى تحسين الكفاءة وتحقيق مكاسب اقتصادية، وتقليل الاعتماد على الجهد البشري. وقد أشارت شركة (IoT Analytics) وهي شركة أبحاث تحليلية متخصصة في إنترنت الأشياء إلى وجود 16.6 مليار جهاز على الأقل متصل بتكنولوجيا إنترنت الأشياء في عام 2023. وفي عام 2020 توقعت نفس الشركة وصول عدد الأجهزة المتصلة إلى 30 مليار جهاز بحلول عام 2025. وحتى أكتوبر 2024 بلغ عدد الأجهزة المتصلة حوالي 17 مليار جهاز.

### الذكاء
لم يكن الذكاء المحيطي والتحكم الذاتي جزءًا أساسيًا من مفهوم إنترنت الأشياء في بداياته. كما أن هذين المفهومين لا يعتمدان بالضرورة على بنية الإنترنت. ومع ذلك هناك تحول ملحوظ في الأبحاث، تقوده شركات كبرى مثل إنتل، نحو دمج مفهومي إنترنت الأشياء والتحكم الذاتي. تشير النتائج الأولية إلى أن الأشياء نفسها هي المحرك الأساسي وراء تطور ما يسمى بـ "إنترنت الأشياء المستقل".
ومن أبرز الأساليب المستخدمة في هذا المجال هو "التعلم المعزز العميق"، حيث تُوفر مُعظم أنظمة إنترنت الأشياء بيئة ديناميكية تتفاعل فيها الأجهزة. لا يمكن تدريب الأجهزة على التصرف بذكاء في مثل هذه البيئة باستخدام خوارزميات التعلم الآلي التقليدية مثل التعلم المُشرف. أما بالاعتماد على نهج التعلم المعزز، فيمكن للجهاز استشعار حالة البيئة المحيطة (مثل درجة حرارة الغرفة)، ثم اتخاذ إجراءات (كتشغيل أو إيقاف نظام التدفئة والتبريد)، ويتعلم من خلال زيادة المكافآت المتراكمة التي يحصل عليها على المدى الطويل.
يُمكن تقسيم ذكاء إنترنت الأشياء إلى ثلاثة مستويات أساسية: أجهزة إنترنت الأشياء نفسها، وعقد الحافة (Edge) أو الضبابية (Fog)، والحوسبة السحابية. وتتوقف الحاجة إلى اتخاذ قرارات ذكية والتحكم الفوري في كل مستوى على مدى حساسية التطبيق لمرور الوقت. فعلى سبيل المثال، تتطلب السيارات ذاتية القيادة القدرة على اكتشاف العقبات في الوقت الفعلي لتجنب الحوادث، وهو أمر يستحيل تحقيقه عن طريق نقل البيانات إلى السحابة ثم انتظار استجابة. لذا، يجب أن تتم جميع العمليات الحسابية والتحليلية داخل السيارة نفسها.
يمثل دمج خوارزميات التعلم الآلي المتقدمة، مثل التعلم العميق، في أجهزة إنترنت الأشياء مجالًا بحثيًا واعدًا يسعى لجعل الأجهزة أكثر ذكاءً واستقلالية. كما يمكن الاستفادة القصوى من أنظمة إنترنت الأشياء من خلال تحليل البيانات الضخمة التي تجمعها هذه الأجهزة، واستخراج المعلومات الكامنة فيها، والتنبؤ بالقرارات الأمثل. وقد تم تطبيق مجموعة واسعة من تقنيات التعلم الآلي في هذا المجال، بدءًا من الطرق التقليدية مثل الانحدار والآلات الداعمة للنماذج والغابات العشوائية، ووصولًا إلى الطرق المتقدمة مثل الشبكات العصبية التلافيفية وشبكات الذاكرة القصيرة المدى المطولة، والمشفرات التلقائية المتغيرة.
في المستقبل، قد يتحول إنترنت الأشياء إلى شبكة مفتوحة غير قابلة للتوقع، تتفاعل فيها كيانات ذكية ذاتية التنظيم، كخدمات الويب ومكونات البنية الخدمية، وأشياء افتراضية كالصور الرمزية. ستتمكن هذه الكيانات من العمل بشكل مستقل، ساعيةً إلى أهدافها الخاصة أو المشتركة، وذلك تبعًا للسياق والظروف البيئية. يعتمد هذا السلوك المستقل على جمع ومعالجة معلومات السياق، وقدرة هذه الكيانات على اكتشاف التغيرات البيئية، مثل أعطال أجهزة الاستشعار، واتخاذ الإجراءات التصحيحية اللازمة. ويعد هذا الاتجاه البحثي محورًا أساسيًا،  وهو أمر ضروري لضمان مصداقية تقنية إنترنت الأشياء. تستخدم المنتجات والحلول الحالية لإنترنت الأشياء مجموعة متنوعة من التقنيات لدعم هذا الأتمتة الذكية، إلا أن هناك حاجة إلى تطوير أنماط ذكاء أكثر تعقيدًا لتسهيل نشر أجهزة الاستشعار والنظم المادية الذكية في البيئات الواقعية.

### البنية
تتألف هندسة نظام إنترنت الأشياء، في أبسط صورها، من ثلاث طبقات:
- الطبقة الأولى: طبقة الأجهزة: تشمل هذه الطبقة الأجسام المادية المتصلة بالشبكة والتي تعرف بـ "الأشياء". تتضمن هذه الأجسام مجموعة واسعة من المستشعرات والمشغلات التي تتواجد في مختلف معدات إنترنت الأشياء. تتواصل هذه الأجهزة مع الطبقة التالية باستخدام مجموعة متنوعة من البروتوكولات، مثل مودباس، وبلوتوث، وزيجبي، بالإضافة إلى بروتوكولات خاصة مصممة لتلبية متطلبات تطبيقات محددة.[61]
- الطبقة الثانية: طبقة بوابةالحافة: تعمل بوابات الحافة كوسيط بين الأجهزة والطبقة السحابية. تقوم هذه البوابات بجمع البيانات الخام من المستشعرات وإجراء معالجة أولية لها. كما توفر وظائف أمنية لضمان سلامة البيانات أثناء نقلها إلى السحابة.[61] تستخدم بوابات الحافة مجموعة متنوعة من التقنيات لتحقيق هذه الأهداف، بما في ذلك WebSockets ومركز الأحداث. وفي بعض الحالات، قد تقوم بوابات الحافة بتنفيذ عمليات تحليلية محلية أو حوسبة ضبابية لتقليل الحاجة إلى نقل كميات كبيرة من البيانات إلى السحابة. بالإضافة إلى ذلك، توفر بوابات الحافة واجهة موحدة للطبقات العليا، مما يسهل عملية إدارة النظام بأكمله.[61]
- الطبقة الثالثة: طبقة السحابة: تمثل الطبقة السحابية الجزء العلوي من النظام، حيث يتم تخزين وتحليل البيانات التي تم جمعها من الأجهزة. تستخدم تطبيقات السحابية هندسة الخدمات الدقيقة، وهي نهج تصميم يعتمد على بناء تطبيقات من مجموعة من الخدمات الصغيرة المستقلة. تتميز هذه الخدمات بأنها متعددة اللغات وآمنة، وتستخدم بروتوكولات مثل HTTPS وOAuth لضمان حماية البيانات.[152] يتم تخزين البيانات في قواعد بيانات متنوعة، بما في ذلك قواعد البيانات المتسلسلة الزمنية ومخازن الأصول. تتميز الطبقة السحابية بوجود نظام انتظار للأحداث والرسائل، والذي يلعب دورًا حاسمًا في معالجة الاتصالات التي تحدث بين الطبقات المختلفة.[153]

شبكة ويب الأشياء هي تطوير قائم على مفهوم إنترنت الأشياء، إذ تمثل بنية تحتية لطبقة التطبيقات الخاصة بإنترنت الأشياء. تهدف هذه الشبكة إلى دمج البيانات المتأتية من أجهزة إنترنت الأشياء في تطبيقات الويب، مما يفتح آفاقًا جديدة للاستخدامات المبتكرة. ولبرمجة وتسيير تدفق المعلومات في بيئة إنترنت الأشياء، قُدِمَ نهج معماري يُسمى "إدارة العمليات في كل مكان" (BPM Everywhere). هذا النهج يجمع بين مبادئ إدارة العمليات التقليدية وتقنيات استخراج المعرفة من العمليات (Process Mining)، مع توفير قدرات خاصة لأتمتة التحكم في أعداد كبيرة من الأجهزة المتزامنة.

#### بنية الشبكة
يتطلب إنترنت الأشياء سعةً واسعة للتوسع في البنية التحتية الشبكية لمواكبة الزيادة المضطردة في عدد الأجهزة المتصلة. ويمكن توظيف بروتوكول "6LoWPAN" من إعدادات عمل الإنترنت (IETF) لربط هذه الأجهزة بشبكات بروتوكول الإنترنت. ومع انضمام مليارات الأجهزة إلى الشبكة العنكبوتية، سيضطلع بروتوكول الإنترنت الإصدار السادس بدور محوري في التعامل مع قابلية التوسع على مستوى الشبكة. كما يمكن لبروتوكولات أخرى مثل بروتوكول التطبيقات المقيدة من إعدادات عمل الإنترنت و"زيرو إم كيو" وإم كيو تي تي أن توفر نقلًا خفيفًا للبيانات. وفي الحقيقة، غالبًا ما تختفي مجموعات من أجهزة إنترنت الأشياء وراء عقد بوابة ولا تمتلك عناوين شبكية فريدة. ولا يعدّ تحقيق رؤية شاملة بجميع الأشياء المتصلة ضروريًا في معظم التطبيقات، إذ تكفي ربط البيانات على مستوى أعلى.
وتُعد الحوسبة الضبابية بديلًا مناسبًا لتجنب تدفق كميات هائلة من البيانات عبر الشبكة. وتمتاز أجهزة الحافة بقدرة محدودة جدًا على التحليل ومعالجة البيانات. وتُعد هذه القدرة المحدودة سمة أساسية في أجهزة إنترنت الأشياء، إذ تكمن مهمتها في توفير البيانات عن الأشياء المادية مع المحافظة على استقلاليتها. وتتطلب العمليات الحسابية المكثفة استهلاكًا أكبر للطاقة، مما يؤثر سلبًا على قدرة أجهزة إنترنت الأشياء على العمل بشكل مستدام. وتُعد قابلية التوسع أمرًا سهلًا لأن أجهزة إنترنت الأشياء تقوم ببساطة بتوفير البيانات عبر الشبكة إلى خادم يتمتع بقدرة حسابية كافية.

##### إنترنت الأشياء اللامركزي
إنترنت الأشياء اللامركزي هو تطوير حديث لمفهوم إنترنت الأشياء التقليدي، حيث يتم اعتماد الحوسبة الضبابية كحل بديل للتعامل مع الطلبات المتزايدة للأجهزة المتصلة وتوزيع الأحمال الحسابية على خوادم السحابة. الهدف الأساسي من هذا النهج هو تخفيف العبء عن الخوادم المركزية وتحسين استجابة التطبيقات التي تتطلب زمن استجابة قصير للغاية، مثل أنظمة مراقبة العلامات الحيوية للمرضى، وتطبيقات الاتصال بين المركبات ذاتية القيادة، وأنظمة الكشف عن الأعطال في الأجهزة الصناعية. يظهر هذا التحسين بشكل خاص في الأنظمة الضخمة التي تضم ملايين العقد المتصلة.
في نموذج إنترنت الأشياء التقليدي، يتم توجيه الاتصالات عبر شبكة مركزية، حيث تتخذ عقدة رئيسية مركزية كافة القرارات المتعلقة بجمع البيانات وتخزينها ونقلها. على عكس ذلك، يسعى إنترنت الأشياء اللامركزي إلى تقسيم النظام إلى وحدات أصغر، حيث يتم تفويض جزء من صلاحيات اتخاذ القرار إلى عقد فرعية في المستويات الدنيا وفقًا لسياسات محددة مسبقًا.
تهدف بعض الحلول المقترحة في مجال إنترنت الأشياء اللامركزي إلى التغلب على تحديات محدودية النطاق الترددي وقلة الطاقة في الأجهزة التي تعمل بالبطاريات أو الأجهزة اللاسلكية من خلال الاستفادة من تقنيات سلسلة الكتل.

### التعقيد
في الأنظمة شبه المنغلقة أو المنغلقة، كالأنظمة المتكاملة التي تصل إلى نطاق عالمي، يُنظر إلى إنترنت الأشياء غالبًا على أنه نظام معقد. يعود ذلك إلى تعدد الروابط المتشابكة وتفاعل الكيانات المستقلة فيه، فضلًا عن قدرته على استيعاب كيانات جديدة. أما في الأنظمة المفتوحة بالكامل، فيُحتمل أن يُعتبر بيئة فوضوية تسعى الأنظمة فيها غالبًا إلى غايات محددة.
ومن الناحية التطبيقية، لا تعمل كل عناصر إنترنت الأشياء في فضاء عام وواسع. غالبًا ما تُنشأ أنظمة فرعية لتقليل مخاطر الخصوصية والسيطرة وضمان الموثوقية. فعلى سبيل المثال، تقتصر مشاركة بيانات الروبوتات المنزلية الذكية العاملة ضمن منزل ذكي على الشبكة المحلية، ولا تتجاوز إلى الإنترنت العام.
تُعد إدارة وتحكم الشبكات الديناميكية للأجهزة المتصلة بالإنترنت عشوائيًا مهمة شاقة باستخدام البنية الشبكية التقليدية. وتُقدم الشبكات المعرفة بالبرمجيات حلًا مرنًا وديناميكيًا قادرًا على تلبية متطلبات التنوع الواسع في تطبيقات إنترنت الأشياء المبتكرة.

### اعتبارات الحجم
لا يزال حجم شبكة الأشياء المتصلة بالإنترنت غير محدد بدقة، إذ تُذكر أعدادًا بالبلايين بل وبالتريليونات في مستهلّ المقالات المتعلقة بهذا المجال. فعلى سبيل المثال، بلغ عدد الأجهزة الذكية في المنازل عام 2015 نحو 83 مليون جهاز، ومن المتوقع أن يرتفع هذا العدد ليصل إلى 193 في عام 2020. كما شهد عدد الأجهزة المتصلة بالشبكة الرقمية زيادة بنسبة 31% بين عامي 2016 و2017، ليبلغ 8.4 مليار جهاز.

### اعتبارات المساحة
في سياق إنترنت الأشياء، قد تكون دقة تحديد الإحداثيات الجغرافية للأجهزة عاملًا حاسماً. في الماضي، كانت معلومات الموقع الزماني والمكاني للأجهزة أقل دقة، حيث كان يمكن للمحلل البشري تقييم أهمية هذه المعلومات لاتخاذ القرار المناسب وتكميلها عند الحاجة. ومع ذلك، تتطلب بعض أجهزة إنترنت الأشياء، مثل المستشعرات، معرفة دقيقة بموقعها، نظرًا لأهمية هذا العنصر في تحليل البيانات التي تجمعها.
تتيح تطبيقات مثل "جيو ويب" و"ديجتال إرث" إمكانية تنظيم وربط الأشياء وفقًا لأبعادها المكانية. ومع ذلك، لا تزال هناك تحديات قائمة، من قبيل التعامل مع "المقاييس المكانية المتغيرة" والحاجة إلى معالجة كميات هائلة من البيانات وتوفير فهرسة تسمح بالبحث السريع وعمليات الجوار.
في بيئة إنترنت الأشياء، إذا أصبحت الأجهزة قادرة على اتخاذ إجراءات ذاتية، فإن دور الوسيط البشري يصبح زائدًا عن الحاجة. لذا، يجب أن يُعطى "السياق المكاني الزماني"، الذي نأخذه كأمر مسلّم به، دورًا محوريًا في هذا النظام المعلوماتي. كما تلعب "المعايير الجغرافية المكانية" دورًا بالغ الأهمية في إنترنت الأشياء، تمامًا كما تلعب المعايير دورًا رئيسيًا في شبكة الإنترنت العالمية.

### مشكلة سلة أجهزة التحكم
تتمتع أجهزة إنترنت الأشياء بحصة واعدة في الأسواق المتنامية. وقد أشار جان لويس غاسيه، أحد رواد صناعة التقنية، في مقال له إلى تحدٍّ كبير يواجه هذا المجال، أطلق عليه "مشكلة سلة أجهزة التحكم". تكمن هذه المشكلة في التعدد الهائل للتطبيقات والأجهزة التي لا تتشارك في بروتوكولات اتصال موحدة، مما يؤدي إلى تعقيد التفاعل بينها. ولتجاوز هذا التحدي، يسعى قادة التكنولوجيا إلى وضع معايير موحدة للتواصل بين الأجهزة، بهدف تحسين تجربة المستخدم. ومن جهة أخرى، يتجه بعض الخبراء إلى مفهوم "التفاعل التنبؤي للأجهزة"، حيث يتم استغلال البيانات المتاحة للتنبؤ بسلوك المستخدم وتشغيل الأجهزة تلقائياً، مما يضمن تكاملًا أعمق بينها.

### إنترنت الأشياء الاجتماعي
يُعد إنترنت الأشياء الاجتماعي نوعًا جديدًا من شبكات إنترنت الأشياء، يُركز على أهمية التفاعل الاجتماعي والروابط بين الأجهزة المتصلة. ويُعتبر نمطًا يُمكّن الأجهزة من التواصل والتعاون فيما بينها، عبر مختلف التطبيقات، دون حاجة لتدخل بشري مباشر، وذلك لخدمة أصحابها بخدمات متكاملة. ولا يتحقق هذا الإنجاز إلا بدعم بنية تحتية متينة، تجمع بين هندسة البرمجيات المتطورة وتقنيات الأجهزة المتصلة.

#### الشبكة الاجتماعية لأجهزة إنترنت الأشياء
يُعرف إنترنت الأشياء بأنّه نظام يمنح كل جهاز هوية فريدة، شبيهة بهوية المواطن في المجتمع، ويربطه بالشبكة العنكبوتية لتقديم الخدمات للمستخدمين. أما إنترنت الأشياء الاجتماعي فيُعرّف على أنه شبكة تواصل خاصة بالأجهزة المتصلة بالإنترنت، حيث تتفاعل هذه الأجهزة فيما بينها لتحقيق أهداف مختلفة تخدم الإنسان.

#### اختلافه عن إنترنت الأشياء
يكمن الاختلاف الجذري بين إنترنت الأشياء الاجتماعي وإنترنت الأشياء التقليدي في طبيعة التعاون بين الأجهزة. فالأخير يعمل بطريقة سلبية، إذ يُبرمج لتنفيذ مهام محددة ضمن نظام معين، ولا يتعدى ذلك. أما الأول فيتميز بكونه نشطًا إذ يُدار بواسطة تقنيات الذكاء الاصطناعي التي تمكنه من تنفيذ مهام غير متوقعة، وذلك من خلال تجميع وتنسيق عمل أجهزة متعددة من أنظمة مختلفة، مما يعود بالنفع على المستخدمين.

#### طريقة عمله
تُطلق أجهزة إنترنت الأشياء المزوّدة بقدرات تفاعلية قدراتها ووظائفها، متبادلةً المعلومات ومراقبة بعضها البعض وانتقالًا بينها، مُكونةً بذلك شبكة متكاملة من الأجهزة الذكية. هذا التفاعل المتبادل يُعرف بـ "إنترنت الأشياء الاجتماعي"، والذي يسهم في توفير خدمات ذكية للمستخدمين، تتوقع احتياجاتهم وتلبيها، خاصةً في حالات الطوارئ.

#### أمثلة
تعتمد تقنية المنازل الذكية المستندة إلى إنترنت الأشياء على رصد البيانات الصحية للمرضى وكبار السن عبر تحليل مقاييسهم الفسيولوجية وإخطار المرافق الطبية القريبة عند الحاجة إلى خدمات طبية عاجلة. وفي حالة الطوارئ، يتم استدعاء سيارة إسعاف آليًا من أقرب مستشفى متوفر مع تحديد موقع الانتقاء، وتخصيص غرفة للمريض، ونقل بياناته الصحية إلى قسم الطوارئ لتظهر فورًا على حاسوب الطبيب لاتخاذ الإجراءات المناسبة.
كذلك، تقوم أجهزة الاستشعار في المركبات وعلى الطرق وإشارات المرور برصد حالة المركبات والسائقين، وتنبيههم عند الضرورة، بالإضافة إلى التنسيق الآلي لضمان سير القيادة الذاتية بسلاسة. وفي حالة وقوع حادث، تقوم كاميرا إنترنت الأشياء بإبلاغ أقرب مستشفى ومركز شرطة لتقديم الإسعافات اللازمة.

#### تحديات
إنَّ إنترنت الأشياء نظامٌ معقَّدٌ ومتشعب الأوجه. ومن بين العوامل الرئيسية التي تُثني الكثيرين عن تبنِّي منتجات وخدمات هذا النظام، هو "تعقيده الشديد". فعمليات التثبيت والإعداد تتطلب مهارات تقنية قد لا يتوفر لدى الكثيرين، مما يجعل من الضروري أن تكون أجهزة إنترنت الأشياء قادرة على التهيئة والتكيُّف الذاتي لتقديم خدمات متنوعة في بيئات مختلفة.
يُمثل "أمن الأنظمة" هاجسًا مستمرًا لأي تكنولوجيا، وهو أمر بالغ الأهمية في سياق إنترنت الأشياء الاجتماعي، حيث يتطلب الأمر مراعاة أمن الأجهزة الفردية، فضلًا عن آليات الثقة المتبادلة بين الأجهزة المتعاونة عبر الزمن والمكان.
فيما تُشكل "دقة وموثوقية المستشعرات" تحديًا آخر يواجه إنترنت الأشياء الاجتماعي. ففي العديد من الحالات، يتطلب الأمر من المستشعرات أن تستجيب بسرعة فائقة لتجنب وقوع الحوادث والإصابات والخسائر في الأرواح.

## التقنيات التمكينية
توجد العديد من التقنيات التي تمكّن إنترنت الأشياء. ومن الضروري في هذا المجال الشبكة المستخدمة للتواصل بين أجهزة تركيب إنترنت الأشياء، وهي وظيفة يمكن أن تؤديها العديد من التقنيات السلكية أو اللاسلكية.

### القابلية للتوجيه
تستند الفكرة الأصلية لمركز "أوتو آي دي" إلى علامات تحديد الهوية بموجات الراديو والتعريف المميز من خلال رمز المنتج الإلكتروني. وقد تطورت هذه الفكرة إلى أن تحتوي الأشياء على عنوان بروتوكول الإنترنت أو معرف الموارد الموحد.
تأتي وجهة نظر بديلة من عالم الويب الدلالي،  حيث تركز على جعل جميع الأشياء قابلة للتوجيه بواسطة بروتوكولات التسمية الحالية، مثل معرف الموارد الموحد، وليس فقط تلك الإلكترونية أو الذكية أو المدعومة بتحديد الهوية بموجات الراديو. فيما لا تتحدث الكائنات بنفسها وإنما يمكن الإشارة إليها من قبل وكلاء آخرين، مثل الخوادم المركزية القوية التي تعمل نيابة عن مالكيها البشريين.
يُشير التكامل مع الإنترنت إلى أن الأجهزة ستستخدم عنوان بروتوكول الإنترنت كمعرف مميز. نظرًا لمساحة العنوان المحدودة في بروتوكول الإنترنت الإصدار الرابع (التي تسمح بـ 4.3 مليار عنوان مختلف)، سيتعين على الكائنات في إنترنت الأشياء استخدام الجيل التالي من بروتوكول الإنترنت (IPv6) للتوسع إلى مساحة العنوان الكبيرة المطلوبة.
ستستفيد أجهزة إنترنت الأشياء أيضًا من التكوين التلقائي غير المتصل للحالة الموجود في الإصدار السادس من بروتوكول الإنترنت،  حيث يقلل ذلك من عبء التكوين على المضيفين،  وكذلك من ضغط رأس IETF 6LoWPAN. إلى حد كبير، لن يكون مستقبل إنترنت الأشياء ممكنًا بدون دعم الإصدار السادس من بروتوكول الإنترنت؛ وبالتالي، ستكون التبني العالمي له في السنوات القادمة أمرًا حاسمًا للتطوير الناجح لإنترنت الأشياء في المستقبل.

### طبقة التطبيق
تحدد التحكم بموارد الاكتشاف التلقائي (ADRC) بروتوكول طبقة التطبيق وإطار العمل الداعم لتنفيذ تطبيقات إنترنت الأشياء.

### الاتصالات اللاسلكية قصيرة المدى
1. شبكات البلوتوث المتداخلة: مواصفة توفر نوعية شبكة متداخلة لتقنية بلوتوث منخفض الطاقة (BLE) مع زيادة عدد العقد وطبقة تطبيق موحدة (نماذج).
2. لاي فاي (ضوء دقيق): تقنية اتصالات لاسلكية مشابهة لمعيار واي فاي، ولكن تستخدم الاتصال بالضوء المرئي لزيادة عرض النطاق الترددي.
3. الاتصال قريب المدى (NFC): بروتوكولات اتصال تمكن جهازين إلكترونيين من التواصل ضمن نطاق 4 سم.
4. تحديد الهوية باستخدام الترددات الراديوية (RFID): تقنية تستخدم المجالات الكهرومغناطيسية لقراءة البيانات المخزنة في العلامات المدمجة في عناصر أخرى.
5. واي فاي: تقنية لشبكات المناطق المحلية تعتمد على معيار آي تربل إي 802.11، حيث يمكن للأجهزة الاتصال من خلال نقطة وصول مشتركة أو مباشرة بين الأجهزة الفردية.
6. زيجبي: بروتوكولات اتصال لشبكات المناطق الشخصية تعتمد على معيار آي تربل إي 802.15.4، توفر استهلاك منخفض للطاقة، ومعدل بيانات منخفض، وتكلفة منخفضة، وعرض نطاق ترددي عالي.
7. موجة زي: بروتوكول اتصالات لاسلكية يُستخدم بشكل رئيسي في تطبيقات الأتمتة المنزلية والأمن.

### الاتصالات اللاسلكية متوسطة المدى
1. الجيل الرابع المتقدم (LTE-Advanced): مواصفة اتصالات عالية السرعة للشبكات المحمولة، توفر تحسينات على معيار LTE مع تغطية موسعة، وزيادة في سرعة نقل البيانات، وتقليل في زمن الاستجابة.
2. الجيل الخامس (5G): يمكن استخدام شبكات الجيل الخامس لتحقيق المتطلبات العالية للاتصالات في إنترنت الأشياء وربط عدد كبير من أجهزة إنترنت الأشياء، حتى عندما تكون في حالة تنقل.[202] يشمل الجيل الخامس ثلاث ميزات تعتبر مفيدة لدعم عناصر معينة من إنترنت الأشياء: النطاق العريض المحمول المعزز (eMBB)، والاتصالات الضخمة لنوع الآلات (mMTC)، والاتصالات فائقة الاعتمادية وذات زمن الاستجابة المنخفض (URLLC).[203]
3. لورا (LoRa): يمكن أن تصل إلى مدى يصل إلى 3 ميل (4.8 كـم) في المناطق الحضرية، وما يصل إلى 10 ميل (16 كـم) أو أكثر في المناطق الريفية (في خط الرؤية).
4. داش 7 (DASH7): نطاق يصل إلى 2 كم.

### الاتصالات اللاسلكية طويلة المدى
- الشبكات واسعة النطاق منخفضة الطاقة (LPWAN): هي شبكات لاسلكية مصممة للسماح بالتواصل على مسافات طويلة بمعدل بيانات منخفض، مما يقلل من استهلاك الطاقة وتكاليف الإرسال. تشمل تقنياتها وبروتوكولاتها المتاحة: لوراوان، وسيجفوكس (Sigfox)، و"NB-IoT، و"Weightless"، و"RPMA"، و"MIoTy"، و"آي تربل إي 802.11ah".[204]
- محطة ذات فتحة صغيرة جدًا (VSAT): تقنية اتصالات عبر الأقمار الصناعية تستخدم هوائيات صغيرة للدخول الضيق والعريض.[205]

### السلكية
- إيثرنت: معيار الشبكات العامة يستخدم روابط الزوج الملتوي والألياف البصرية بالتزامن مع المحاور أو المفاتيح.
- اتصال عبر الخطوط الكهربائية (PLC): تقنية اتصالات تستخدم الأسلاك الكهربائية لنقل الطاقة والبيانات. تستخدم مواصفات مثل "HomePlug" لتوصيل أجهزة إنترنت الأشياء.

### مُقارنة التقنيات حسب الطبقة
تؤدي التقنيات المختلفة أدوارًا مُختلفة في حزمة البروتوكولات. فيما يلي عرض مُبسط  لأدوار العديد من تقنيات الاتصال الشائعة في تطبيقات إنترنت الأشياء:
|                                    | المادية | ربط البيانات / التحكم بالوصول | الشبكة | النقل | التطبيق |
| ---------------------------------- | ------- | ----------------------------- | ------ | ----- | ------- |
| بلوتوث منخفض الطاقة                | Yes     | Yes                           | Yes    | Yes   | Yes     |
| موجة زي                            | No      | No                            | Yes    | Yes   | Yes     |
| معيار ITU-T G.9959                 | Yes     | Yes                           | No     | No    | No      |
| زيجبي                              | No      | No                            | Yes    | Yes   | Yes     |
| معيار اتصال المنزل الذكي           | No      | No                            | No     | No    | Yes     |
| التحكم بالنقل وحزم بيانات المستخدم | No      | No                            | No     | Yes   | No      |
| معيار ثريد [الإنجليزية]            | No      | No                            | Yes    | No    | No      |
| آي تربل إي 802.15.4                | Yes     | Yes                           | No     | No    | No      |
| بروتوكول الإنترنت 6                | No      | No                            | Yes    | No    | No      |
| إيثرنت                             | Yes     | Yes                           | No     | No    | No      |
| واي فاي                            | Yes     | Yes                           | No     | No    | No      |

### المعايير ومنظمات المعايير
هذه قائمة بالمعايير الفنية لإنترنت الأشياء، ومعظمها معايير مفتوحة، ومنظمات المعايير التي تطمح إلى وضعها بنجاح.
| الاسم                                     | الرمز                  | المعايير قيد التطوير | ملاحظات أخرى |
| ----------------------------------------- | ---------------------- | --- | --- |
| مركز التعرف التلقائي                      | Auto-ID Labs           | تقنيات تحديد الهوية بموجات الراديو والشبكات والأجهزة الاستشعارية الناشئة | |
| مشروع المنزل المتصل عبر بروتوكول الإنترنت | Connected Home over IP | مشروع مفتوح المصدر وخالٍ من الرسوم لتوصيل أتمتة المنزل، يتميز بالتوافق بين مختلف المنتجات والبرامج الذكية الخاصة بالمنازل وإنترنت الأشياء. | تم إطلاق مشروع المنزل المتصل عبر بروتوكول الإنترنت من قبل أمازون، وأبل، وجوجل، كومكاست وتحالف زيغبي في 18 ديسمبر 2019. المشروع مدعوم من شركات كبيرة، ويهدف إلى توحيد الأنظمة الممزقة حاليًا بناءً على مبادئ وبروتوكولات تصميم الإنترنت المثبتة. |
| تقنية رمز المنتج الإلكتروني               | EPCglobal              | معايير اعتماد تقنية رمز المنتج الإلكتروني (EPC) | |
| إدارة الغذاء والدواء                      | FDA                    | نظام التعريف الفريد (UDI) لمعرّفات مميزة للأجهزة الطبية | |
| جي أس1                                    | GS1                    | معايير لمعرّفات فريدة للسلع الاستهلاكية سريعة التداول، ومستلزمات الرعاية الصحية، وأشياء أخرى. معيار الرابط الرقمي GS1، الذي تم إصداره لأول مرة في أغسطس 2018، يسمح باستخدام رموز الاستجابة السريعة، وGS1 Datamatrix، وتحديد الهوية بموجات الراديو، والاتصال قريب المدى لتمكين أنواع مختلفة من التفاعلات بين الشركات، بالإضافة إلى التفاعلات بين الشركات والمستهلكين. | تشمل المنظمة الأم منظمات أعضاء مثل جي أس1. |
| معهد مهندسي الكهرباء والإلكترونيات        | IEEE                   | معايير التكنولوجيا الأساسية للاتصالات مثل آي تربل إي 802.15.4، وآي تربل إي P1451-99 (تنسيق إنترنت الأشياء)، وآي تربل إي P1931.1 (حوسبة روف). | |
| مجموعة مهندسي الإنترنت                    | IETF                   | معايير تتضمن مجموعة بروتوكولات الإنترنت (TCP/IP) | |
| معهد إم تي كونكت                          |                        | معيار MTConnect هو معيار التصنيع لتبادل البيانات مع الآلات والأجهزة الصناعية ذات الصلة. وهو مهم لشريحة إنترنت الأشياء الصناعية (IIoT). | |
| تنسيق البيانات المفتوحة                   | O-DF                   | معيار O-DF هو معيار نشرته مجموعة عمل إنترنت الأشياء في "ذا أوبن جروب" في عام 2014، والذي يحدد هيكل نموذج معلومات عام يُقصد به أن يكون قابلاً للتطبيق لوصف أي "شيء"، وكذلك لنشر وتحديث واستعلام المعلومات عند استخدامه مع O-MI (واجهة الرسائل المفتوحة). | |
| واجهة الرسائل المفتوحة                    | O-MI                   | معيار O-MI هو معيار نشرته مجموعة عمل إنترنت الأشياء في "ذا أوبن جروب" في عام 2014، والذي يحدد مجموعة محدودة من العمليات الأساسية المطلوبة في أنظمة إنترنت الأشياء، لا سيما أنواع مختلفة من آليات الاشتراك بناءً على نمط المراقب. | |
| مؤسسة الاتصال المفتوح                     | OCF                    | معايير للأجهزة البسيطة باستخدام بروتوكول التطبيقات المقيدة | مؤسسة الاتصال المفتوح (OCF) تحل محل تحالف الاتصال المفتوح (OIC). |
| تحالف الهاتف المحمول المفتوح              | OMA                    | بروتوكول إدارة أجهزة تحالف الجوال المفتوح و"OMA LWM2M" لإدارة أجهزة إنترنت الأشياء، بالإضافة إلى GotAPI، التي توفر إطارًا آمنًا لتطبيقات إنترنت الأشياء. | |
| مؤسسة معايير XMPP                         | XSF                    | امتدادات بروتوكول الحضور والمراسلة القابل للتوسعة، المعيار المفتوح للرسائل الفورية. | |
| رابطة الشبكة العالمية                     | W3C                    | معايير لتحقيق التوافق بين بروتوكولات وإنترنت الأشياء المختلفة مثل وصف الشيء، و الاكتشاف، و واجهة برمجة التطبيقات، و البنية التي تشرح كيفية عملها معًا. | الصفحة الرئيسية لنشاط الويب للأشياء في W3C متاحة على https://www.w3.org/WoT/ |

## السياسة والمشاركة المدنية
يجادل بعض العلماء والنشطاء بأن إنترنت الأشياء يمكن أن يُستخدم لإنشاء نماذج جديدة من المشاركة المدنية إذا كانت شبكات الأجهزة مفتوحة لسيطرة المستخدم ومنصات التشغيل البيني. كتب المؤلف "فيليب إن. هاورد" أن الحياة السياسية في كل من الديمقراطيات والأنظمة الاستبدادية ستتأثر بالطريقة التي سيتم بها استخدام إنترنت الأشياء في المشاركة المدنية. ومن أجل تحقيق ذلك دعى لأن يكون أي جهاز متصل قادرًا على الكشف عن قائمة بالمستفيدين النهائيين من بيانات الاستشعار الخاصة به، وأن يكون بإمكان الأفراد إضافة منظمات جديدة إلى قائمة المستفيدين. بالإضافة إلى ذلك، يؤكد على ضرورة أن تبدأ مجموعات المجتمع المدني في تطوير استراتيجيتها المتعلقة بإنترنت الأشياء للاستفادة من البيانات والتفاعل مع الجمهور.

## الدور الحكومي
إن التوسع الحاصل في إنترنت الأشياء كان مقوداً من قبل القطاع الخاص ومدفوعاً في الرغبة بالربحية والتنافسية بين منتجي التطبيقات والأجهزة الذكية في هذا القطاع المربح. ولا تتوفر حالياً تقديرات لحجم سوق إنترنت الأشياء إلا أن الأرقام الأولية تشير إلى حجم كبير وقابل للتوسع بشكل هندسي. أما الحكومات التي تشكل جهة التنظيم والرقابة والتشريع داخل حدودها الوطنية فإنها ما زالت في طور التلمس لمعرفة أبعاد هذه الظاهرة وانعكاساتها الاقتصادية والاجتماعية وحتى السياسية. أي أن معظم دول العالم لم تبدأ بعد في رسم سياساتها تجاه التعامل مع إنترنت الأشياء والإفادة القصوى منها في بناء مجتمع المعلومات واقتصاد المعرفة.
ويجدر بالحكومات ألاّ تغمض عيناها أمام هذه الظاهرة، إذ أنه كلما بدأ الاهتمام الحكومي مبكراً، سَهُل تنظيم الاستخدام السلس والفعّال والمفيد لإنترنت الأشياء من قبل المواطنين والمؤسسات في عالم اقتصاد المعرفة ومجتمع المعلومات. وكلّما تأخر ذلك الاهتمام، صعبت عملية إدارة ومتابعة ظاهرة إنترنت الأشياء.
ومن الأمثلة على ضرورة الاهتمام المبكر بهذه الظاهرة موضوع الخصوصية (أفراد ومؤسسات)، وموضوع إعادة تعريف الحقوق المدنية وموضوع البيانات المفتوحة (Open Data) والبيانات الضخمة (Big Data) والحوسبة السحابية (Cloud computing) والنقود الالكترونية (Electronic money) وسياسات الاستثمار في البنية الأساسية (التحتية) والبنية الفوقية، وأهم من ذلك سياسات التعليم ومحو الأميّة الحاسوبيّة وغيرها من المواضيع المستجدة.
كما لا تخفى التحديات التي ترافق الاستخدام الواسع لإنترنت الأشياء، مثل اختفاء بعض الوظائف الخدمية، والتي تتطلب تعويضها بإيجاد فرص عمل في مجالات جديدة، وبمهارات مناسبة. وهذا من شأنه تحفيز الحكومات على ايلاء التدريب والتأهيل الاهتمام الكافي.

### اللوائح الحكومية
تُعتبر البيانات واحدة من المحركات الرئيسية لإنترنت الأشياء، ويعتمد نجاح فكرة ربط الأجهزة لجعلها أكثر كفاءة على الوصول إلى البيانات وتخزينها ومعالجتها. ولهذا الغرض تجمع الشركات العاملة في مجال إنترنت الأشياء البيانات من مصادر متعددة وتخزنها في شبكاتها السحابية للمزيد من المعالجة. وهذا يفتح الباب واسعًا أمام مخاطر الخصوصية والأمان ونقطة الضعف الواحدة للأنظمة المتعددة.
تتعلق القضايا الأخرى باختيار المستهلك وملكية البيانات وكيفية استخدامها. وعلى الرغم من أن اللوائح المتعلقة بهذه القضايا من الخصوصية والأمان وملكية البيانات لا تزال في مراحلها الأولى، إلا أنها مستمرة في التطور، والتي تعتمد بشكل نهائي على الدولة . ومن أمثلة التشريعات ذات الصلة بالخصوصية وجمع البيانات: قانون الخصوصية الأمريكي لعام 1974، ومبادئ منظمة التعاون والتنمية الاقتصادية لحماية الخصوصية وتدفقات البيانات الشخصية عبر الحدود لعام 1980، وتوجيه الاتحاد الأوروبي 95/46/EC لعام 1995.
البيئة التنظيمية الحالية:
نشرت لجنة التجارة الفيدرالية (FTC) تقريرًا في يناير 2015 يتضمن التوصيات الثلاث التالية:
- أمن البيانات – ينبغي على الشركات المعنية بإنترنت الأشياء ضمان أمان جمع البيانات وتخزينها ومعالجتها في جميع الأوقات أثناء تصميمها. يجب على الشركات اتباع نهج "الدفاع المتعمق" وتشفير البيانات في كل مرحلة.[232]
- موافقة البيانات – يجب أن يكون لدى المستخدمين خيار تحديد البيانات التي يشاركونها مع شركات إنترنت الأشياء، ويجب إبلاغهم إذا تم الكشف عن بياناتهم.
- تقليل البيانات – ينبغي على شركات إنترنت الأشياء جمع البيانات الضرورية فقط، والاحتفاظ بالمعلومات التي تم جمعها لفترة محدودة.

ومع ذلك، توقفت لجنة التجارة الفيدرالية عن مجرد تقديم التوصيات حتى الآن. وفقًا لتحليل اللجنة، فإن الإطار الحالي، الذي يتكون من قانون التجارة الفيدرالية، وقانون الإبلاغ الائتماني العادل، وقانون حماية خصوصية الأطفال عبر الإنترنت، إلى جانب تطوير التعليم المستهلك وتوجيه الأعمال، والمشاركة في جهود متعددة الأطراف والمناصرة لدى وكالات أخرى على المستوى الفيدرالي والولائي والمحلي، يكفي لحماية حقوق المستهلكين.
وافق مجلس الشيوخ في مارس 2015 على قرار يعترف بضرورة صياغة سياسة وطنية بشأن إنترنت الأشياء، بالإضافة إلى قضايا الخصوصية والأمان والطيف الترددي. واقترح أربعة من أعضاء المجلس من الحزبين في مارس 2016 مشروع قانون بعنوان "قانون تطوير الابتكار ونمو إنترنت الأشياء" (DIGIT)، الذي يوجه لجنة الاتصالات الفيدرالية لتقييم الحاجة إلى المزيد من الطيف لتوصيل أجهزة إنترنت الأشياء.
وافق مجلس الشيوخ في كاليفورنيا على مشروع قانون رقم 327 في 28 سبتمبر 2018، ودخل حيز التنفيذ في 1 يناير 2020. يُطالب هذا القانون من "المصنعين للأجهزة المتصلة، كما يتم تعريف هذه المصطلحات، تزويد الجهاز بميزات أمان معقولة أو ميزات مناسبة لطبيعة الجهاز ووظيفته، وبما يتناسب مع المعلومات التي قد يجمعها أو يحتفظ بها أو ينقلها، ويجب أن تكون مصممة لحماية الجهاز وأي معلومات تحتويها من الوصول غير المصرح به، أو التدمير، أو الاستخدام، أو التعديل، أو الإفصاح."
يفحص تقرير حديث صادر عن البنك الدولي التحديات والفرص في تبني الحكومة لإنترنت الأشياء، ومن أبرز هذه التحديات: أطر السياسة والتنظيم غير المتطورة، والفجوة الواضحة في المؤسسات.
في أوائل ديسمبر 2021، قدمت الحكومة البريطانية مشروع قانون أمان المنتجات وبنية الاتصالات التحتية (PST)، وهو جهد لتشريع متطلبات أمن سيبراني لموزعي ومنتجي ومستوردين إنترنت الأشياء. يسعى هذا القانون أيضًا إلى تحسين مؤهلات الأمان لأجهزة إنترنت الأشياء الخاصة بالمستهلكين.

## الانتقادات والمشاكل والخلافات

### تجزئة النظام الأساسي
يعاني إنترنت الأشياء من تفتيت المنصات، وغياب التوافقية، والمعايير التقنية المشتركة، مما يُصعّب تطوير التطبيقات التي تعمل بشكل متسق بين نظم تقنية غير متجانسة. يتجلى هذا الوضع في تنوع أجهزة إنترنت الأشياء من حيث الاختلافات في كل من العتاد والبرمجيات المستخدمة، مما يجعل مهمة تطوير التطبيقات التي تعمل عبر هذه الأنظمة المعقدة صعبة للغاية. على سبيل المثال، يمكن أن يتم الاتصال اللاسلكي لأجهزة إنترنت الأشياء باستخدام تقنيات مثل البلوتوث، والواي فاي، وزيجبي، وموجة زي، ولورابالإضافة إلى راديوهات مخصصة كل منها له مزاياه وعيوبه، ونظام دعم فريد.
كما أن الطبيعة غير المتجانسة لحوسبة إنترنت الأشياء تمثل مشكلة للأمان، حيث إن التحديثات لمعالجة الأخطاء الموجودة في نظام التشغيل الأساسي غالبًا ما لا تصل إلى المستخدمين الذين يمتلكون أجهزة قديمة ومنخفضة التكلفة. وقد أشار مجموعة من الباحثين إلى أن فشل الشركات في دعم الأجهزة القديمة بالتحديثات يُعرض أكثر من 87% من أجهزة أندرويد النشطة للخطر.

### الخصوصية والاستقلالية والتحكم
كتب المؤلف فيليب إن هوارد أن إنترنت الأشياء يُتيح إمكانات واعدة لتمكين الأفراد وزيادة شفافية الحكومات وتوسيع نطاق الوصول إلى المعلومات. مع ذلك، حذر هوارد من أن تهديدات الخصوصية هائلة، وأن إمكانية السيطرة الاجتماعية والتلاعب السياسي أمرٌ وارد. أدت المخاوف المتعلقة بالخصوصية إلى اعتبار العديد من الأفراد أن البنى التحتية للبيانات الضخمة، مثل إنترنت الأشياء وتنقيب البيانات، متعارضة بطبيعتها مع مبدأ الخصوصية. إن التحديات الرئيسية الناشئة عن زيادة الرقمنة في قطاعات المياه والنقل والطاقة تتعلق بالخصوصية والأمن السيبراني، مما يستدعي استجابةً مناسبة من الباحثين وصناع القرار على حدٍ سواء. جادل الكاتب آدم غرينفيلد أن تقنيات إنترنت الأشياء لا تقتصر على انتهاك الفضاء العام فحسب، بل تُستخدم أيضًا لترسيخ السلوكيات النمطية. وقد استشهد بمثال لوحات الإعلانات المزودة بكاميرات مراقبة خفية تعمل على تتبع التركيبة السكانية للمارة الذين يتوقفون لقراءة الإعلان.
قارن مجلس إنترنت الأشياء بين الانتشار المتزايد للمراقبة الرقمية الناجم عن إنترنت الأشياء وبين مفهوم "البانوبتيكون" الذي صاغه جيرمي بنثام في القرن الثامن عشر. وتجد هذه المقارنة تأييدًا في أعمال الفلاسفة الفرنسيين ميشال فوكو وجيل دولوز. ففي كتابه المراقبة والمعاقبة، يؤكد فوكو على أن "البانوبتيكون" كان حجر الزاوية في مجتمع الانضباط الذي برز خلال الثورة الصناعية. كما زعم فوكو أن أنظمة الانضباط التي شيدت في المصانع والمدارس كانت تجسيدًا لرؤية بنثام لمفهوم "البانوبتيكون".
في رسالته النقدية التي صدرت عام 1992 بعنوان "ملاحظات لاحقة حول مجتمعات السيطرة"، استشرف الفيلسوف دولوز تحولًا جذريًا في أنظمة السلطة، حيث حلت آليات التحكم محل أنظمة التأديب التقليدية. وفي هذا التحول حل الحاسوب محل البانوبوتيكون كآلة مراقبة وسيطرة، مع احتفاظه بجوهر وظيفة البانوبوتيكون.
يذهب بيتر بول فيربيك، الفيلسوف المتخصص في فلسفة التكنولوجيا، إلى أبعد من ذلك، مؤكدًا أن التكنولوجيا لا تقتصر على كونها أداة في يد الإنسان، بل هي فاعل نشط يشكل قراراتنا الأخلاقية، وبالتالي يؤثر في سلوكنا وحياتنا الخاصة.
أعرب جاستن بروكمان من مركز الديمقراطية والتكنولوجيا عن مخاوفه إزاء الانعكاسات السلبية التي قد يترتب عليها انتشار إنترنت الأشياء على خصوصية المستهلك، حيث حذر من اتجاه بعض الشركات التجارية نحو جمع كميات هائلة من البيانات دون الالتفات إلى تداعيات ذلك على الخصوصية، مُعلِّقًا: "هناك من يرى أن البيانات الضخمة فرصة ذهبية لجمع كل المعلومات المتاحة وتخزينها إلى الأبد، مع تأجيل التفكير في تدابير الأمن إلى وقت لاحق. والسؤال المطروح هنا هو: هل يجب علينا وضع إطار تشريعي يحد من هذه الممارسات؟" 
ومن جهة أخرى، يرى تيم أوريلي أن الطريقة التي تسوق بها الشركات أجهزة إنترنت الأشياء للمستهلكين بعيدة كل البعد عن الصواب، حيث يشكك في فكرة أن الغاية من إنترنت الأشياء هي تحقيق الكفاءة من خلال ربط كل شيء بالإنترنت. وبدلًا من ذلك، يرى أوريلي أن "إنترنت الأشياء يهدف في الأساس إلى تمكين الإنسان، وأن التطبيقات التي تعتمد على هذه التقنية تختلف جذريًا عندما تكون مبنية على بيانات مستشعرة تدعم عملية اتخاذ القرار".
كما عبرت مقالات تحريرية في مجلة وايرد عن قلقها البالغ، حيث صرحت إحدى هذه المقالات: "ما على وشك أن تخسره هو خصوصيتك. بل إن الأمر أسوأ من ذلك، إذ لن تفقد خصوصيتك فحسب، بل ستشهد أيضًا إعادة صياغة لمفهوم الخصوصية بأكمله أمام عينيك".
عبّر الاتحاد الأمريكي للحريات المدنية عن قلقه من أن يؤدي إنترنت الأشياء إلى تقويض سيطرة الأفراد على حياتهم الخاصة. وحذر في تقريره من أن "هذه القوة الهائلة التي تتركز في أيدي الشركات والحكومات قد تستغل بطرق لا يمكن التنبؤ بها، مما يجعل من الصعب علينا حماية خصوصيتنا في ظل سيطرة البيانات الضخمة. فمع ازدياد شفافيتنا أمام الشركات القوية والحكومات الغامضة، قد نفقد القدرة على التحكم في شؤوننا الشخصية".
استجابةً للقلق المتزايد بشأن الخصوصية في ظل التقدم التكنولوجي المتسارع، أعلنت حكومة المملكة المتحدة في عام 2007 عن اعتزامها تبني مبدأ "الخصوصية منذ التصميم" عند تنفيذ برنامج العدادات الذكية. كان الهدف من هذا البرنامج استبدال العدادات التقليدية بأخرى ذكية قادرة على تتبع وإدارة استهلاك الطاقة بدقة أكبر. إلا أن الجمعية البريطانية للحاسبات أعربت عن شكوكها في مدى تطبيق هذه المبادئ على أرض الواقع. وفي سياق مماثل رفض البرلمان الهولندي في عام 2009 برنامجًا مشابهًا للعدادات الذكية، مستندًا إلى مخاوف تتعلق بانتهاك الخصوصية. ومع ذلك، خضع البرنامج الهولندي لمراجعة شاملة، وحظي بالموافقة في النهاية عام 2011.

### تخزين البيانات
من التحديات الجسيمة التي تواجه مطوري تطبيقات إنترنت الأشياء عملية تنظيف ومعالجة وتفسير الكم الهائل من البيانات التي تجمعها المستشعرات. وقد طرحت شبكات المستشعرات اللاسلكية كحل مقترح لتحليل هذه المعلومات، حيث تقوم هذه الشبكات بمشاركة البيانات بين عقد المستشعرات التي ترسلها إلى نظام موزع لتحليل البيانات الحسية. ويشكل تخزين هذه البيانات الضخمة تحديًا آخر، إذ قد تتطلب بعض التطبيقات جمع كميات هائلة من البيانات، مما يستدعي بدوره قدرات تخزين ضخمة. وقد قُدر في عام 2013 أن الإنترنت يستهلك 5% من إجمالي الطاقة المنتجة، ولا يزال هناك "تحدٍ كبير في توفير الطاقة" اللازمة لأجهزة إنترنت الأشياء لجمع البيانات وتخزينها.
تُعدّ مشكلة البيانات تحديًا مستمرًا، سواء في الأنظمة التقليدية أو في سياق تنفيذ أجهزة إنترنت الأشياء، ولا سيما في قطاع التصنيع. ورغم المزايا الجمة التي توفرها أجهزة إنترنت الأشياء وإنترنت الأشياء الصناعية، إلا أن طرق تخزين البيانات قد تشكل عائقًا بالغ الأهمية إن لم تؤخذ مبادئ الاستقلالية والشفافية والتوافقية بعين الاعتبار. ولا تنبع هذه التحديات من الأجهزة ذاتها، بل من الأساليب المتبعة في إعداد قواعد البيانات ومخازنها. وقد أصبحت هذه التحديات واضحة في المصانع والشركات التي شرعت في مسيرة التحول الرقمي، إذ تُعتبر جزءًا لا يتجزأ من البنية التحتية الرقمية. مما يدل على ضرورة إعادة النظر في طرق تخزين البيانات لدى المؤسسات، وذلك من أجل تحقيق أقصى استفادة من أجهزة إنترنت الأشياء واتخاذ قرارات سليمة.

### الأمان
يُعد الأمن الشاغل الأكبر في تبني تكنولوجيا إنترنت الأشياء،  إذ يُعبر عن مخاوف من أن التطور السريع يحدث دون النظر الكافي إلى التحديات الأمنية العميقة المرتبطة به، وكذلك التغييرات التنظيمية التي قد تكون ضرورية. لقد أتاح التطور السريع لإنترنت الأشياء ربط مليارات الأجهزة بالشبكة. ومع وجود عدد كبير من الأجهزة المتصلة وقيود تكنولوجيا أمان الاتصالات، بدأت تظهر تدريجيًا مشكلات أمنية متعددة في نظام إنترنت الأشياء.
تتشابه مُعظم المخاوف الأمنية المتعلقة بالتكنولوجيا مع تلك التي تواجه الخوادم التقليدية ومحطات العمل والهواتف الذكية. تشمل هذه المخاوف اعتماد مصادقة ضعيفة، وإغفال تغيير بيانات الاعتماد الافتراضية، وإرسال رسائل غير مشفرة بين الأجهزة، والتعرض لهجمات حقن اس كيو ال، وهجمات "الرجل في المنتصف"، وسوء التعامل مع تحديثات الأمان. مع ذلك، فإن العديد من أجهزة إنترنت الأشياء تعاني من قيود تشغيلية شديدة فيما يتعلق بالقدرة الحاسوبية المتاحة لها. غالبًا ما تجعل هذه القيود الأجهزة عاجزة عن تطبيق تدابير الأمان الأساسية كتنفيذ جدران الحماية أو استخدام أنظمة تشفير قوية لتشفير اتصالاتها مع أجهزة أخرى. كما أن السعر المنخفض والتركيز على المستهلك في العديد من هذه الأجهزة يجعل نظام تصحيح الأمان القوي أمرًا نادرًا.
بدلًا من الثغرات الأمنية التقليدية، تتزايد الهجمات الإلكترونية التي تستهدف أجهزة إنترنت الأشياء عبر حقن الأخطاء. ويهدف هذا النوع من الهجمات إلى التلاعب المادي بالأجهزة بغرض إدخال أخطاء برمجية متعمدة، مما يؤدي إلى تغيير سلوكها المحدد مسبقاً. جدير بالذكر أن الأخطاء قد تنشأ أيضًا بشكل غير مقصود نتيجة لعوامل بيئية كالتشويش الكهرومغناطيسي. وتجدر الإشارة إلى وجود مقترحات مستوحاة من مفهوم سلامة تدفق التحكم (CFI) ترمي إلى التصدي لهجمات حقن الأخطاء واستعادة الأجهزة إلى حالتها السليمة قبل حدوث الخلل.
تتمتع أجهزة إنترنت الأشياء بقدرة فريدة على الوصول إلى كم هائل من البيانات، بل وتتمكن غالبًا من التحكم المباشر في الأجهزة المادية. وهذا يعني أنه حتى في عام 2014، كان من الممكن القول بأن العديد من الأجهزة المتصلة بالإنترنت تستطيع "التجسس" على مستخدميها داخل منازلهم، بما في ذلك أجهزة التلفاز والأجهزة المنزلية والكاميرات ومنظمات الحرارة. وقد أثبتت الأجهزة التي تتحكم فيها الحواسيب في السيارات، مثل المكابح والمحرك والأقفال وأزرار فتح غطاء المحرك والصندوق والجرس والسخانات ولوحات القيادة، ضعفها أمام الهجمات الإلكترونية التي تستهدف الشبكة الداخلية للسيارة. وفي بعض الحالات، تكون أنظمة الكمبيوتر في السيارات متصلة بالإنترنت، مما يجعلها عرضة للاستغلال عن بعد. وصولًا إلى عام 2008، استطاع باحثو الأمن إثبات إمكانية التحكم عن بعد في منظمات القلب دون تصريح، وفي وقت لاحق،  نجح القراصنة في التحكم عن بُعد في مضخات الأنسولين وأجهزة إزالة الرجفان القابلة للزراعة.
يُمكن استغلال أجهزة إنترنت الأشياء ذات الثغرات الأمنية القابلة للوصول عبر الشبكة في تنفيذ هجمات إلكترونية ضارة بالآخرين. ففي عام 2016، أدت هجمات حجب الخدمة التي استخدمت فيها أجهزة إنترنت الأشياء المصابة ببرمجية دودة ميراي إلى شل حركة مزودي أسماء النطاقات ومواقع ويب كبرى. وقد أصابت دودة ميراي حوالي 65 ألف جهاز من أجهزة إنترنت الأشياء خلال العشرين ساعة الأولى من الهجوم. ومع مرور الوقت، زاد عدد الأجهزة المصابة ليصل إلى ما بين مائتي ألف وثلاثمائة ألف جهاز. وقد شكلت البرازيل وكولومبيا وفيتنام مجتمعة نسبة 41.5% من إجمالي الأجهزة المصابة.
وقد استهدفت دودة ميراي أجهزة إنترنت الأشياء المتخصصة مثل مسجلات الفيديو الرقمية (DVRs) والكاميرات الرقمية الشبكية والموجهات والطابعات. وتم تحديد أبرز الشركات المصنعة التي تضمنت أكبر عدد من الأجهزة المصابة،  ومن بينها هواوي وزد تي إي وسيسكو ومايكروتك. وفي مايو عام 2017، لاحظ جوانيد علي، وهو خبير حاسوب في شركة كلاود فلير، وجود ثغرات أصلية في أجهزة إنترنت الأشياء تؤدي إلى حرمان الخدمة، وذلك بسبب سوء تنفيذ نمط النشر والاشتراك. وقد أدت هذه الهجمات إلى اعتقاد خبراء الأمن بأن إنترنت الأشياء يشكل تهديدًا حقيقيًا لخدمات الإنترنت.
أكدت الوكالة الوطنية للاستخبارات الأمريكية، في تقرير مفتوح، صعوبة نفي إمكانية "الوصول إلى شبكات من الحساسات والأشياء التي يتم التحكم فيها عن بُعد من قِبل أعداء الولايات المتحدة والمجرمين وأصحاب النوايا السيئة...". وأشارت إلى أن "السوق المفتوح لبيانات الحساسات المجمعة قد يخدم مصالح التجارة والأمن، بقدر ما يساعد المجرمين والجواسيس على تحديد الأهداف الهشة. وبالتالي، قد تؤدي عمليات دمج الحساسات بشكل متوازٍ إلى تقويض التماسك الاجتماعي، إذا ثبت أنها تتعارض بشكل جوهري مع ضمانات التعديل الرابع ضد التفتيش غير المعقول." وبشكل عام، يرى مجتمع الاستخبارات أن إنترنت الأشياء يمثل مصدرًا غنيًا بالبيانات.
في 31 يناير 2019 نشرت صحيفة واشنطن بوست مقالًا حول التحديات الأمنية والأخلاقية التي قد تنشأ مع أجراس الأبواب والكاميرات الذكية المرتبطة بإنترنت الأشياء. وقد ذكرت الصحيفة أن "شركة رينغ تعرضت لانتقادات بسبب سماحها لفريقها في أوكرانيا بمشاهدة وتعليق بعض مقاطع الفيديو الخاصة بالمستخدمين، على الرغم من ادعاء الشركة بأنها تقتصر على مشاهدة المقاطع المشتركة علنًا والموافَق عليها من قبل مالكيها. وفي الأسبوع الماضي، تمكن أحد المتسللين من السيطرة على كاميرا تابعة لشركة نيسيت لعائلة في كاليفورنيا، وبث تحذيرات مزيفة حول هجوم صاروخي، بالإضافة إلى مراقبتهم، وذلك بسبب استخدامهم لكلمة مرور ضعيفة".
في 23 سبتمبر 2015 تأسست "مؤسسة أمن إنترنت الأشياء" بهدف تعزيز المعرفة بالممارسات الجيدة لتأمين إنترنت الأشياء. ضم مجلس الإدارة المؤسس كبار مزودي التكنولوجيا وشركات الاتصالات. علاوةً على ذلك، تعمل الشركات العملاقة في مجال تكنولوجيا المعلومات بشكل مستمر على ابتكار حلولٍ تضمن أمان أجهزة إنترنت الأشياء. وفي عام 2017 أطلقت شركة موزيلا مشروعًا أسمته "الأشياء"، يهدف إلى توجيه أجهزة إنترنت الأشياء عبر بوابة آمنة لشبكة الأشياء. وبحسب تقديرات أبحاث "كي بي في"،  من المتوقع أن يشهد سوق أمن إنترنت الأشياء نموًا بمعدل سبعة وعشرين فاصلة تسعة بالمائة خلال الفترة الممتدة من عام ألفٍ وستة عشر إلى عام ألفٍ واثنين وعشرين، وذلك نتيجةً للقلق المتزايد بشأن البنية التحتية والاستخدام المتنوع لإنترنت الأشياء.
يرى بعض الخبراء أن تدخل الحكومات وتنظيمها ضروري لضمان أمان أجهزة إنترنت الأشياء والإنترنت بشكل عام، حيث إن الحوافز السوقية وحدها غير كافية لتأمين هذه الأجهزة. وقد تبين أن معظم لوحات تطوير إنترنت الأشياء تنتج مفاتيح ضعيفة وقابلة للتنبؤ، مما يجعلها عرضة لهجمات "الرجل في المنتصف". ومع ذلك، اقترح العديد من الباحثين طرقًا لتعزيز الأمان لحل مشكلة ضعف تنفيذ بروتوكول النقل الآمن والمفاتيح الضعيفة.
يُطرح أمن إنترنت الأشياء في سياق التصنيع بتحديات وآراء متباينة. ففي الاتحاد الأوروبي وألمانيا على وجه الخصوص، يُشدد باستمرار على حماية البيانات في إطار التصنيع والسياسة الرقمية، لا سيما في سياق الصناعة 4.0. مع ذلك، تختلف وجهات النظر حول أمن البيانات من منظور الشركات، إذ يسعى البعض لتقليل أثر اللوائح المتعلقة بحماية البيانات، مثل اللائحة العامة لحماية البيانات (GDPR)، بحجة أن البيانات المجمَّعة من أجهزة إنترنت الأشياء في القطاع الصناعي لا تتضمن تفاصيل شخصية. غير أن البحوث تشير إلى أن الخبراء في مجال التصنيع يعربون عن قلقهم إزاء "أمن البيانات لحماية تكنولوجيا الآلات من المنافسين الدوليين في ظل التوجه المتزايد نحو الترابط".

### السلامة
تُدار أنظمة إنترنت الأشياء عادةً بواسطة تطبيقات ذكية تعتمد على الأحداث، حيث تأخذ هذه التطبيقات كمدخلات بيانات مستشعَرة، أو إدخالات من المستخدم، أو محفزات خارجية أخرى (من الإنترنت)، وتقوم بأمر واحد أو أكثر من المشغلات لتوفير أشكال مختلفة من الأتمتة. تشمل أمثلة المستشعرات كاشفات الدخان، ومستشعرات الحركة، ومستشعرات الاتصال. أما أمثلة المشغلات فتتضمن الأقفال الذكية، ومقابس الطاقة الذكية، ونظم التحكم في الأبواب.
تتضمن منصات التحكم الشائعة التي يمكن لمطوري الطرف الثالث بناء تطبيقات ذكية تتفاعل لاسلكيًا مع هذه المستشعرات والمشغلات، منصات مثل أشياء ذكية من سامسونج، وهوم كت من آبل، وأليكسا من أمازون، وغيرها.
تمثل إحدى الإشكاليات الجوهرية في أنظمة إنترنت الأشياء احتمالية حدوث حالات طارئة تهدد السلامة الجسدية. فمن الممكن أن تتسبب التطبيقات المعطوبة أو التفاعلات السلبية غير المتوقعة بينها، أو أعطال الأجهزة أو الاتصالات، في نشوء أوضاع خطيرة. على سبيل المثال، قد يؤدي ذلك إلى فتح أبواب المنازل في أوقات غير مناسبة أو إيقاف تشغيل أنظمة التدفئة في ظل ظروف جوية قاسية، مما يعرض الأشخاص لخطر جسيم.
يتطلب الكشف عن العيوب التي تؤدي إلى مثل هذه الحالات عن حاجة إلى رؤية شاملة للتطبيقات المثبَتة والأجهزة المكونة وتكويناتها، والأهم من ذلك، كيفية تفاعل هذه المكونات مع بعضها. وفي الآونة الأخيرة، اقترح باحثون من جامعة كاليفورنيا في ريفرسايد نظامًا جديدًا أسموه "لوت سان"، يستخدم التحقق من النموذج كعنصر أساسي للكشف عن الأوجه الخاطئة على مستوى التفاعل، وذلك بتحديد الأحداث القادرة على دفع النظام إلى حالات غير آمنة. وقد خضع نظام "لوت سان" للتقييم على منصة أشياء ذكية من سامسونج، حيث تمكن من اكتشاف 147 ضعفًا (أي انتهاكات لحالات أو خصائص مادية آمنة) من بين 76 نظامًا تم تكوينها يدويًا.

### التصميم
بِالنظر إلى الإجماع المتزايد على التعقيد المتأصل في تصميم وإدارة أنظمة إنترنت الأشياء، فإن النشر المستدام والآمن لهذه الحلول يتطلب بالضرورة تصميمًا يراعي مفهوم "قابلية التوسع الفوضوي". ويمكن تعميم هذا المفهوم ليشمل الأنظمة الفيزيائية (أي الأجسام المادية الخاضعة للتحكم)، وذلك بتصميم هذه الأنظمة بحيث تستوعب التغيرات المستقبلية في أساليب الإدارة التي يصعب التنبؤ بها. وهكذا، فإن هذه القدرة على التوسع الفوضوي تمهد الطريق لاستغلال إمكانات أنظمة إنترنت الأشياء على أكمل وجه، وذلك بفرض قيود انتقائية على الأنظمة الفيزيائية، مما يسمح بتطبيق جميع أنظمة الإدارة دون تعريض النظام للفشل المادي.
وقد دافع عالم الحاسوب في جامعة براون، "مايكل ليتمان"، عن ضرورة الأخذ بعين الاعتبار سهولة الاستخدام في واجهات التفاعل مع أنظمة إنترنت الأشياء، إلى جانب التكنولوجيا نفسها، لضمان نجاح هذه الأنظمة. فمن الضروري أن تكون هذه الواجهات أكثر بساطة وسهولة في التعامل، وأكثر تكاملًا فيما بينها. فإذا كان على المستخدمين تعلم واجهات مختلفة لكل من المكانس الكهربائية والأقفال والرشاشات والأضواء وآلات القهوة، فمن الصعب القول إن حياتهم قد أصبحت أسهل.

### تأثير الاستدامة البيئية
إن من أبرز المخاوف المتعلقة بتقنيات إنترنت الأشياء آثارها البيئية المترتبة على تصنيع هذه الأجهزة الغنية بالدوائر المتكاملة واستخدامها والتخلص منها في نهاية عمرها الافتراضي. إذ تحتوي الأجهزة الإلكترونية الحديثة على تشكيلة واسعة من المعادن الثقيلة والنادرة، فضلًا عن المواد الكيميائية الاصطناعية السامة، مما يجعل عملية إعادة تدويرها بشكل صحيح أمرًا بالغ الصعوبة. وغالبًا ما يتم حرق المكونات الإلكترونية أو التخلص منها في مكبات النفايات العادية. علاوة على ذلك، فإن التكاليف البشرية والبيئية لاستخراج المعادن النادرة التي تدخل في صناعة المكونات الإلكترونية الحديثة تتزايد باستمرار، مما يثير تساؤلات اجتماعية حول الآثار البيئية لأجهزة إنترنت الأشياء طوال دورة حياتها.

### التقادم المُتعمد للأجهزة
أعربت مؤسسة التخوم الإلكترونية عن قلقها البالغ من إمكانية استغلال الشركات التقنيات الداعمة للأجهزة المتصلة لإيقاف تشغيل أو تعطيل أجهزة عملائها عن بعد، وذلك عبر تحديثات برمجية أو من خلال قطع الخدمات الأساسية اللازمة لتشغيل هذه الأجهزة. وقد ظهرت إحدى الحالات الدالة على ذلك في تعطيل أجهزة الأتمتة المنزلية التي بيعت بوعد "اشتراك مدى الحياة"، وذلك بعد استحواذ شركة جوجل نيست على شركة "ريفولف" واتخاذها قرارًا بإغلاق الخوادم المركزية التي كانت تشغل تلك الأجهزة. ونظرًا لكون نيست تابعة لشركة ألفابت (الشركة الأم لجوجل)، فإن المؤسسة ترى في هذه الحادثة سابقة سيئة لشركة تسعى إلى بيع سيارات ذاتية القيادة وأجهزة طبية وأدوات أخرى حيوية لحياة الأفراد وسلامتهم الجسدية.
وتؤكد المؤسسة على حق مالكي الأجهزة في إعادة توجيهها إلى خوادم أخرى أو المشاركة في تطوير برمجيات محسنة. إلا أن مثل هذه الإجراءات تخالف القسم 1201 من قانون الألفية للملكية الرقمية الأمريكي، الذي يقتصر على استثناء "الاستخدام المحلي". وهذا يجبر المبتكرين الذين يرغبون في مواصلة استخدام معداتهم على الدخول في مناطق قانونية غامضة. وتدعو مؤسسة التخوم المستهلكين إلى رفض شراء الإلكترونيات والبرمجيات التي تضع رغبات الشركات المصنعة فوق رغباتهم الشخصية.

### المصطلحات المُربكة
أشار كيفن لونيرجان في دورية "عصر المعلومات"، المتخصصة في شؤون تكنولوجيا الأعمال، إلى أن المصطلحات المتعلقة بـ "إنترنت الأشياء" تشكّل ما يشبه "حديقة حيوان للكلمات". وإن غياب المصطلحات الواضحة الدقيقة ليس أمرًا عمليًا، بل يزيد من حيرة المستخدم العادي. ويمكن لشركة تعمل في مجال إنترنت الأشياء أن تعمل في أي حقل يتعلق بتكنولوجيا الحساسات أو الشبكات أو الأنظمة المضمنة أو التحليلات.
يرى لونيرجان أن مصطلح "إنترنت الأشياء" قد صُوغ قبل ظهور الهواتف الذكية والأجهزة اللوحية وغيرها من الأجهزة المتداولة حاليًا. وهناك مجموعة واسعة من المصطلحات المتشابكة تقنيًا، وإن اختلفت درجات هذا التشابه، مثل: إنترنت الأشياء، وإنترنت كل شيء، وإنترنت السلع (في سياق سلسلة التوريد)، والإنترنت الصناعي، والحوسبة الشاملة، والحوسبة المنتشرة، والنظام الإلكتروني المادي، وشبكات الاستشعار اللاسلكية، والأجسام الذكية، والتوأم الرقمي، والأجسام السيبرانية،  والأجسام المتعاونة، والاتصال من آلة إلى آلة، والذكاء البيئي، وتكنولوجيا التشغيل، وتكنولوجيا المعلومات.
أما بالنسبة لإنترنت الأشياء الصناعي، وهو شعبة فرعية من إنترنت الأشياء، فقد أقدم فريق العمل المعني بالمفردات في اتحاد الإنترنت الصناعي على وضع "مجموعة مفردات مشتركة وقابلة لإعادة الاستخدام"  بهدف ضمان "اتساق المصطلحات"  في جميع المطبوعات الصادرة عن الاتحاد. كما أُنشئت قاعدة بيانات لمصطلحات إنترنت الأشياء على موقع "IoT One"، تضم إشعارًا بالمصطلح الجديد لإعلام المستخدم بأي إضافة مصطلحية جديدة. وحتى شهر مارس من عام 2020، ضمت هذه القاعدة 807 مصطلح متعلق بإنترنت الأشياء، مع الحرص على أن يكون المحتوى "شفافًا وشاملًا".

## حواجز الاعتماد

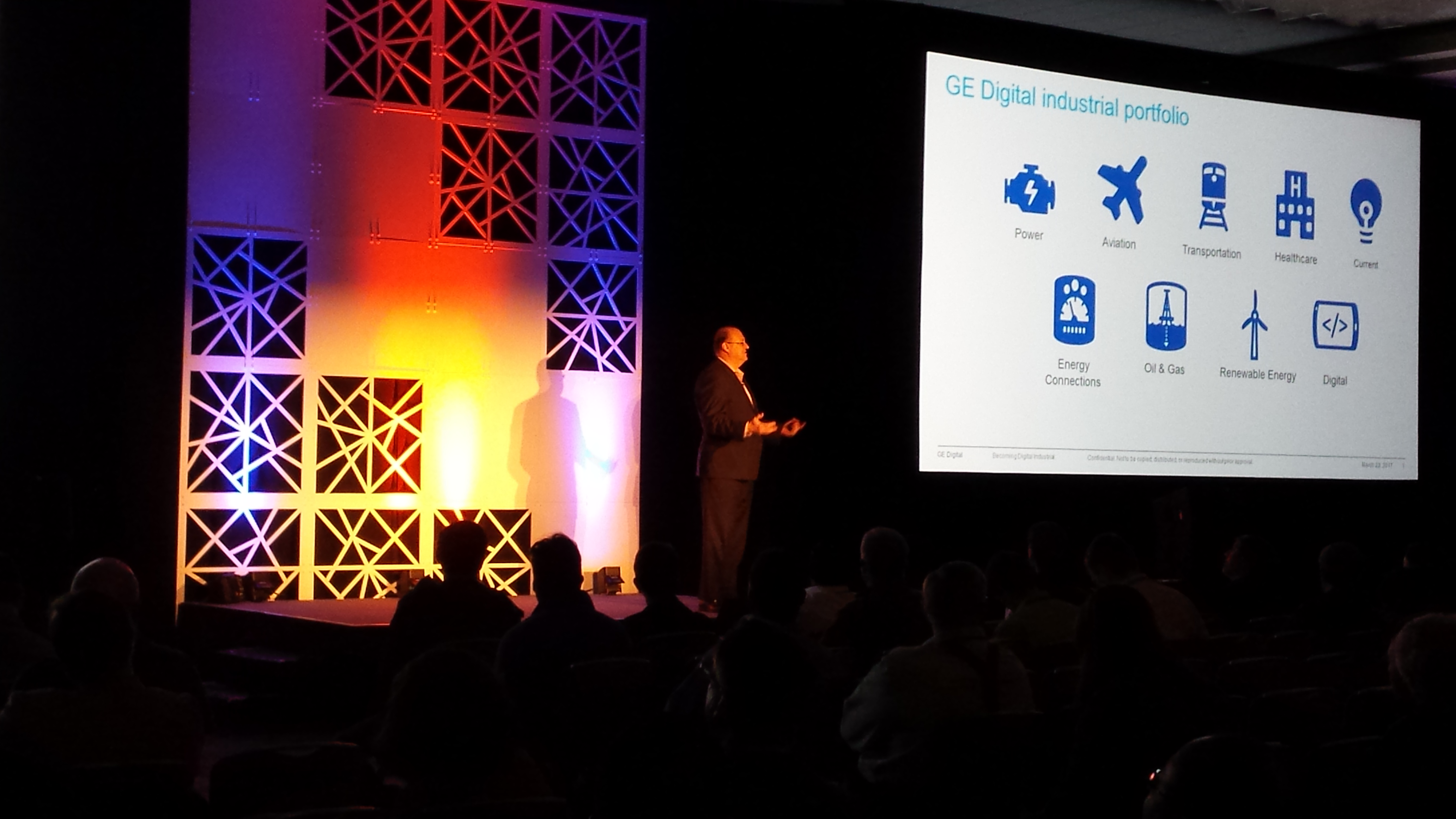
تحدث ويليام رو، الرئيس التنفيذي لشركة "جي ديجيتال"، عن محاولات الشركة لتثبيت وجودها في سوق خدمات إنترنت الأشياء خلال المؤتمر الأول لجمعية الحاسوب IEEE.

### نقص قابلية التشغيل البيني وقيم مُقترحة غير واضحة
رغم وجود اعتقاد مشترك في إمكانات إنترنت الأشياء، يواجه رواد الصناعة والمستهلكون على حد سواء تحديات جمة في تعميم هذه التكنولوجيا. فقد أشار مايك فارلي في مجلة فوربس إلى أن حلول إنترنت الأشياء تجتذب الرواد والمبتكرين، إلا أنها غالبًا ما تفتقر إلى التوافقية أو إلى تطبيقات واضحة تلبي احتياجات المستخدم النهائي. كما بيّنت دراسة لشركة إريكسون أجريت على الشركات الدنماركية أن كثيرًا منها يصطدم بصعوبة تحديد القيمة الفعلية التي يمكن أن يضيفها إنترنت الأشياء إلى أعماله.

### مخاوف الخصوصية والأمان
في سياق إنترنت الأشياء، ولا سيما في مجال الاستهلاك، يتم جمع بيانات مستفيضة حول روتين المستخدم اليومي. الهدف من ذلك هو تمكين "الأشياء" المحيطة بالمستخدم من التعاون بشكل متناغم، وتقديم خدمات مخصصة تلبي تفضيلاته الشخصية. ومع انتقال هذه البيانات التفصيلية عن المستخدم عبر مراحل متعددة في الشبكة، نتيجة لتكامل الخدمات والأجهزة والشبكات المتنوعة، تصبح المعلومات المخزنة على الأجهزة عرضة لانتهاكات الخصوصية. ذلك لأن العقد الموجودة في شبكة إنترنت الأشياء قد تكون عرضة للاختراق.
ولتوضيح ذلك، يمكننا الإشارة إلى هجمات الحرمان من الخدمة التي تعرضت لها أنظمة مزود نظام أسماء النطاقات "دين" في 21 أكتوبر 2016. أدت هذه الهجمات إلى تعطل العديد من المواقع الإلكترونية الشهيرة مثل غيت هاب وتويتر. تم تنفيذ هذه الهجمات من خلال شبكة من الأجهزة المتصلة بالإنترنت، والتي تُعرف باسم شبكة الروبوتات، وتضم أعدادًا كبيرة من أجهزة إنترنت الأشياء مثل كاميرات المراقبة وبوابات الاتصال حتى أجهزة مراقبة الأطفال.
تتطلب أنظمة إنترنت الأشياء، بصورة أساسية، تحقيق أربعة أهداف أمنية رئيسية:
1. سرية المعلومات: حماية البيانات من الوصول غير المصرح به سواء أثناء نقلها أو تخزينها، بحيث تقتصر المعرفة بها على الأطراف المخولة.
2. سلامة البيانات: ضمان سلامة البيانات من أي تغيير أو تلاعب متعمد أو غير متعمد، سواء أثناء نقلها أو تخزينها، مما يضمن حفاظها على صورتها الأصلية.
3. عدم الإنكار: لا يمكن للمرسل أن ينكر أنه أرسل رسالة معينة، مما يضمن المسؤولية عن محتوى الرسائل.
4. توفر الخدمة: ضمان استمرارية وصول الأطراف المخولة إلى البيانات والخدمات المقدمة، حتى في حالة تعرض النظام لهجمات تهدف إلى تعطيله.

كما تفرض لوائح حماية البيانات على المؤسسات اتخاذ إجراءات أمنية معقولة لحماية البيانات الشخصية. فعلى سبيل المثال، يتطلب قانون المعلومات في ولاية كاليفورنيا من الشركات المصنعة للأجهزة المتصلة تزويد هذه الأجهزة بميزات أمنية مناسبة لحماية الجهاز والبيانات التي يحتويها من أي اختراق أو تدمير أو استخدام غير مشروع.
نظرًا لخصوصية بيئة كل مؤسسة، يصعب تحديد ماهية "الأمن المعقول" وتحديد المخاطر المحتملة التي قد تواجهها الأعمال. كما يشترط قانون ولاية أوريغون رقم HB2395 أن "يجهز من يصنع أو يبيع أو يعرض للبيع جهازًا متصلًا بميزات أمنية معقولة تحمي الجهاز والمعلومات التي يجمعها أو يحتوي عليها أو يخزنها أو ينقلها من أي وصول أو تدمير أو تعديل أو استعمال أو كشف غير مصرح به من قبل المستهلك".
وفقًا لشركة كاسبرسكي المتخصصة في برامج مكافحة الفيروسات، فقد سُجلت 639 مليون عملية اختراق للبيانات الخاصة بأجهزة إنترنت الأشياء عام 2020، ووصل هذا العدد إلى 1.5 مليار عملية اختراق في النصف الأول من عام 2021 وحده.

### هيكل الحوكمة التقليدي

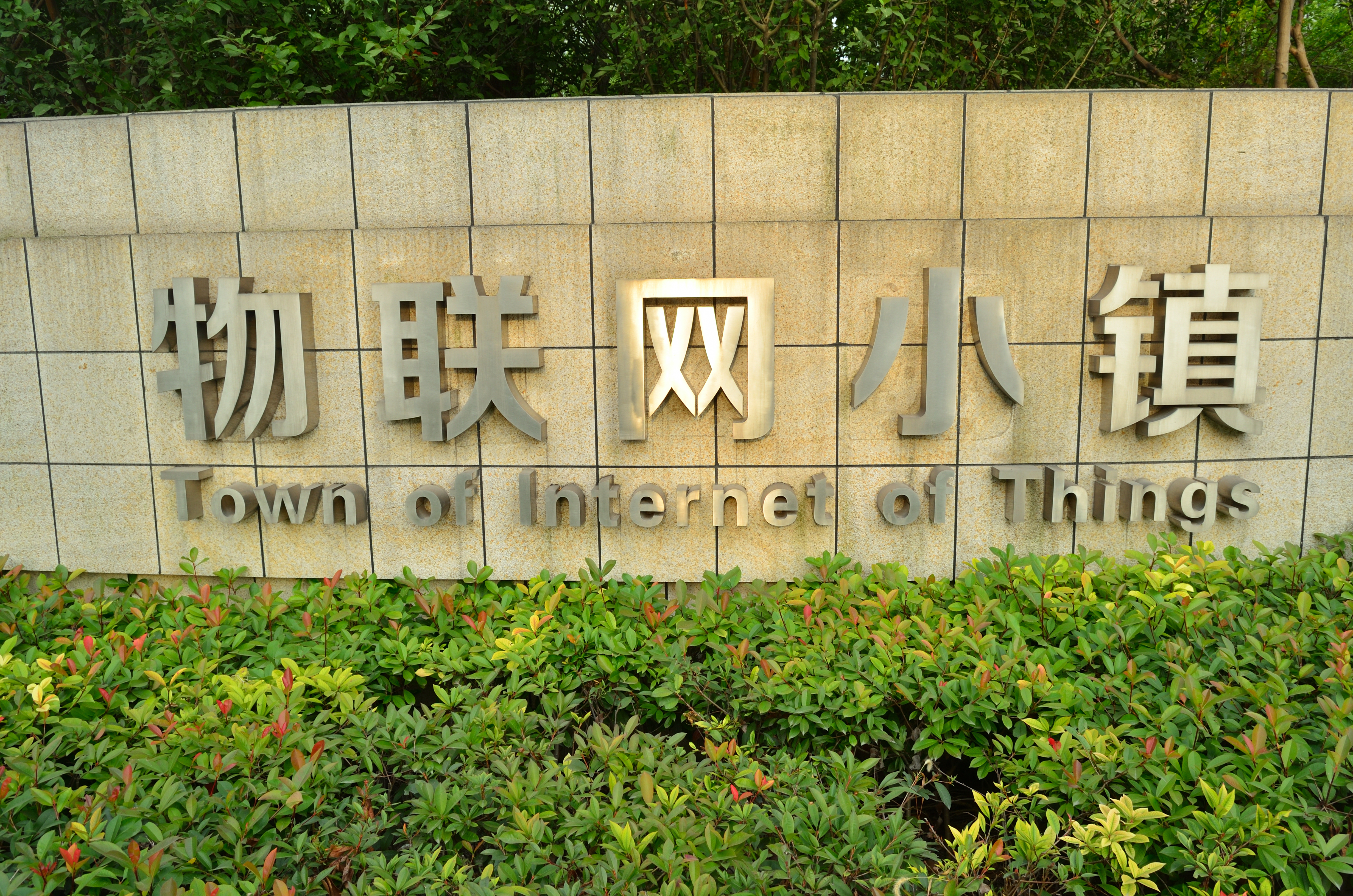
مدينة إنترنت الأشياء في مدينة هانغتشو الصينية

أصدرت شركة إريكسون دراسة حول تبني إنترنت الأشياء في الشركات الدنماركية، حيث أبرزت "تعارضًا جوهريًا بين مبادئ إنترنت الأشياء وهياكل الحوكمة التقليدية السائدة في تلك الشركات، وذلك لأن إنترنت الأشياء ما زال يحيط به هامش كبير من الغموض وقلة السوابق التاريخية". ومن بين المشاركين الذين تم استطلاع آرائهم، صرح ما نسبته 60% بأنهم "لا يرون أن لديهم الكفاءات التنظيمية الكافية، وأن ثلاثة أرباعهم لا يرون أن لديهم العمليات اللازمة للاستفادة من فرص إنترنت الأشياء".
هذا الأمر أبرز الحاجة الماسة إلى فهم عميق للثقافة التنظيمية لتيسير عمليات إعادة هيكلة المنظمات وتجربة ممارسات جديدة لإدارة الابتكار. كما أن النقص الحاد في القيادة الرقمية في عصر التحول الرقمي قد كبح جماح الابتكار وتبني إنترنت الأشياء إلى حد أن العديد من الشركات، في مواجهة هذا الغموض، "كانت تنتظر ببساطة لتتضح معالم ديناميات السوق"، أو أن أي تحرك آخر فيما يتعلق بإنترنت الأشياء "كان مشروطًا بتحركات المنافسين، أو بتلبية احتياجات العملاء، أو بالمتطلبات التنظيمية". بعض هذه الشركات قد تواجه خطر تكرار سيناريو "كوداك" - "كانت كوداك رائدة في سوق التصوير الفوتوغرافي حتى طغى الاضطراب الرقمي للتصوير الرقمي على التصوير الفوتوغرافي التقليدي" - حيث فشلت في "رؤية القوى الدافعة وراء التغيير التي تؤثر على صناعتها"،  واعتماد النماذج التجارية الجديدة التي تفتحها هذه التغيرات الجذرية. كتب سكوت أنتوني في مجلة هارفارد بزنس ريفيو أن كوداك "صممت كاميرا رقمية، واستثمرت في هذه التكنولوجيا، وفهمت حتى أن الصور ستُشارك عبر الإنترنت"، لكنها في النهاية فشلت في إدراك أن "مشاركة الصور عبر الإنترنت هي النشاط التجاري الجديد، وليس مجرد وسيلة لتوسيع أعمال الطباعة".

### تخطيط الأعمال وإدارة المشاريع
كشفت دراسة أجريت عام 2018 أن ما بين 70% إلى 75% من مشاريع إنترنت الأشياء كانت عالقة في مراحل التجريب أو النماذج الأولية، عاجزة عن الانتقال إلى نطاق أوسع، ويعزى ذلك جزئيًا إلى قصور في التخطيط التجاري.
رغم الجهود العالمية لتطوير إنترنت الأشياء، تبقى حوكمة مشاريعه معقدة وتحتاج إلى حلول مبتكرة. تختلف إدارة هذه المشاريع عن التقليدية بسبب طول مدتها، نقص الكفاءات، وتعدد القضايا الأمنية والقانونية، مما يتطلب عمليات إدارية جديدة لتحسين نجاحها. ومن شأن التقنيات الإدارية التالية أن تساهم في رفع معدلات نجاح مشاريع إنترنت الأشياء:
- مرحلة مستقلة للبحث والتطوير: لضمان فهم شامل للمشروع قبل البدء في التنفيذ.
- إثبات المفهوم أو إنشاء نموذج أولي: للتأكد من جدوى المشروع قبل الاستثمار الكبير.
- مديرو مشاريع يتمتعون بمعرفة تقنية متعددة التخصصات: لضمان إدارة فعالة للمشروع.
- مصطلحات تجارية وتقنية محددة بشكل عالمي: لتسهيل التواصل والتعاون بين مختلف الأطراف.

## مراحل تطور الإنترنت
معلوم أن تطوّر الإنترنت قد تمّ على مراحل. فمنذ الحرب العالمية الثانية وحتى مطلع التسعينيات من القرن العشرين كانت الشبكة حكراً على الاستخدامات والتطبيقات العسكرية وبالتحديد لدى الجيش الأمريكي. ثم كان هناك قرار استراتيجي بفتح باب الاستخدام للتطبيقات المدنية في أواخر الثمانينيات وأوّل تسعينيات القرن العشرين. ويعترف الكثير من العسكريين أنهم لم يتوقعوا الانتشار الهائل للإنترنت وخدماتها على مستوى العالم، كما لم يتوقعوا أن يطال استخدام التطبيقات كافة مناحي الحياة. ومع انتشار تكنولوجيا الهواتف الخَلَوية أو النقّالة كشكل جديد من أشكال التكنولوجيا، لتصل نسبة النفاذ 100 في المائة في عدد كبير من دول العالم ، وظهور تكنولوجيا الهواتف اللوحية والكفّية الذكية وأجيال من خدمات نقل البيانات عبر الهاتف مثل جيل ثان، جيل ثالث (اتصالات لاسلكية)، جيل رابع (اتصالات لاسلكية)، جيل خامس (شبكات اتصال)، فُتح الباب على مصراعيه لتوسع ظاهرة التواصل الاجتماعي الإلكتروني (بشقيها المسموع والمرئي)، فأدى كل ذلك إلى بروز الجيل الثالث من الإنترنت وهو جيل الإنترنت الدلالي (semantic web). يُقصد بذلك توفر أدوات إنترنت، مثل محرّكات البحث، تُعنى ببناء روابط بين المفاهيم ودلالة المفردات، لتحويل البيانات غير المهيكلة أو شبه المهيكلة إلى بيانات مهيكلة يسهل استخدامها ومعالجتها.
وبالتوازي مع ذلك، حدث توسع في استخدام تكنولوجيات المعدّات الذكية والمزوّدة بالمستشعرات والخوارزميات البرمجية البسيطة والفعّالة والأجهزة التي تعمل بنظام تحديد الموقع العالمي (GPS) وتكنولوجيا الاستشعار عن قُرب وعن بُعد وبالتوصيل السلكي واللاسلكي، وهذا ما أثار حماسة كبيرة لدى الأفراد والمؤسسات للإفادة من هذه الخدمات. الأمر الذي مكّن من بروز ظاهرة التخاطب والاتصال عبر الإنترنت فيما بين الأجهزة بعضها ببعض، وهذا هو المطلوب.

## ما هي الأشياء؟

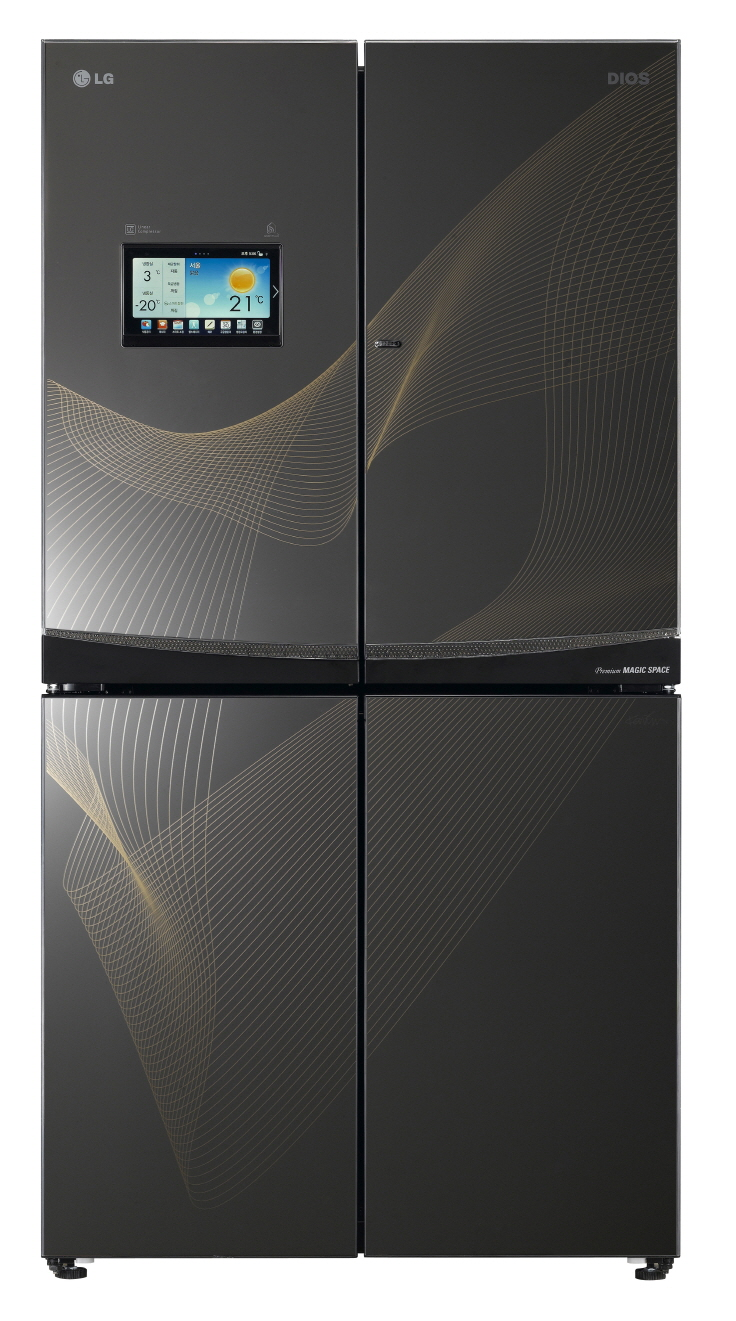
ثلاجة الإنترنت، انتاج 2012 من مجموعة إل جي (LG).

فيما يلي بعض الأمثلة المختارة على الأشياء التي تتخاطب وتتفاهم عبر الإنترنت دون التدخل المباشر للبشر. لاحظ أن التفاهم بين الأجهزة يجري مباشرة وأن الإنسان يُعدّ إحدى طرفيات الاتصال (Node) مثله مثل الطرفيات الأخرى.
يُقصد بالأشياء هنا أي جهاز أو طرفية أو نحو ذلك يمكن تعريفه على الإنترنت من خلال إلصاق عنوان إنترنت (IP) به مثل السيارة، والتلفاز ونظارات جوجل (Google Glass) والأدوات المنزلية المختلفة كالثلاجة والغسالة وأجهزة الإنذار ومداخل العمارات وأجهزة التكييف، وتطول القائمة لتشمل كل شيء من الأشياء الأخرى كالسلع والمنتجات المتوفرة على رفوف المحلات التجارية. كما تتمدد لتشمل أطواق الحيوانات في مزارع التربية وفي المحميات وفي البحار وحتى الأشجار وعناصر الغابات.
القاعدة في تعريف الأشياء «الإنترنتية» هو كل شيء يمكن أن تتعرف عليه شبكة الإنترنت من خلال بروتوكولات الإنترنت المعروفة. والإنسان في هذه الحالة هو المستفيد من كل هذه التفاهمات والاتصالات الشيئية. وبشيء من الخيال العلمي، يصبح الإنسان نفسه «شيئاً» إذا ما أُلصق به أو بمحيطه عنوان إنترنت معين، كأن يُلصق به نظارة أو ساعة أو سوار أو ملابس إلكترونية أو أجهزة أو معدّات طبية عليه أو داخل جسمه.

## منافع إنترنت الأشياء
تُمكِّن إنترنت الأشياء الإنسان من التحكّم بشكل فعاّل وسهل بالأشياء عن قرب وعن بُعد. فيستطيع المستخدم مثلاً تشغيل محرّك سيارته والتحكم فيها من جهازه الحاسوبي. كما يستطيع المرء التحكم في واجبات الغسيل بجهاز الغسالة خاصته، كما يستطيع التعرّف على محتويات الثلاجة عن بُعد من خلال استخدام الاتصال عبر الإنترنت. ومع ذلك فهذه أمثلة على الشكل البدائي لإنترنت الأشياء. أما الشكل الأنضج فهو قيام «الأشياء» المختلفة بالتفاهم مع بعضها باستخدام بروتوكول الإنترنت.
فمثلاً يمكن للثلاجة التراسل مع مركز التسوق وشراء المستلزمات وتوصيلها بلا تدخل بشري، كما يستطيع حاسوب متخصص في ورشة صيانة سيارات من التفاهم (التراسل) عن بُعد مع سيارة لكشف خطأ فيها دون ما حاجة للسيارة لزيارة الورشة أو أن تتعرف السيارة على حواف وأرصفة وإشارات الطرق واتخاذ قرارات بالسير أو الاصطفاف من دون تدخل السائق. كما يمكن لمرذاذ ماء أن ينطلق بناءً على أمر من حساس الرطوبة والحرارة في محطة الرصد الجوّي. ويُترك للقارئ تخيّل أمثلة كثيرة لإنترنت الأشياء التي بدأت تصبح واقعاً فعلياً في حياتنا اليومية
يمكن استخدام أتمتة الأجهزة أيضاً في الإدارة الصحية عن بعد، وفي نظام التنبيهات الطارئة. الأنظمة الخاصة بالإدارة الصحية يمكن أن تستخدم في قياس ضغط الدم وإدارة نبضات القلب ويمكن أن تستخدم في الأجهزة الطبية المتطورة مثل أجهزة تنظيم نبضات القلب والأجهزة السمعية. بعض المستشفيات بدأت في استخدام «الأسرّة الذكية» والتي يمكن أن تحدد ما إذا كانت الأسرّة شاغرة، كما يمكن أن تستخدم أيضا لمعرفة ما إذا كان المريض يحاول النهوض. ويمكن أن تقوم أيضاً بضبط نفسها لضمان الضغط المناسب وتقديم الدعم للمريض. يمكن أيضا لأجهزة الاستشعار مراقبة الحالة الصحية لكبار السن في غرف المعيشة. ويمكن للأجهزة اللاسلكية الأخرى أن تشجع المستخدم على الحياة بصحة جيدة مثل أجهزة قياس القلب التي يمكن ارتداؤها. وهناك الكثير من منصات المراقبة الصحية الأخرى.

## ما هو المطلوب؟
عند الحديث عن المطلوب للتعامل مع ظاهرة «إنترنت الأشياء»، فإن القائمة تطول. ففي قطاع إنتاج الأجهزة والبرمجيات، يمكن لقوى السوق أن تضمن جودة عالية للأشياء المرتبطة بالإنترنت وطرق الربط والتفاهم البيني بحسب الممارسات المثلى العالمية. وثمّة شركات عالمية رائدة في هذا المجال، تقوم باستثمار مليارات الدولارات في البحث العلمي للتوسع في تكنولوجيا تفاهم «الأشياء».
أما المطلوب من حكومات الدول المتقدمة والنامية على حدٍ سواء، فهو التوسع في تعزيز البنية الأساسية والفوقية للإنترنت وخاصة في ما يتعلق بمورد بروتوكول الإنترنت في الدولة. ينبغي مثلاً على إدارات الإنترنت في الدول تسريع الانتقال إلى بروتوكول الإنترنت (IPv6) الذي يضاعف عدد عناوين الإنترنت التي يمكن إسنادها إلى الأشياء، إذ إن البروتوكول (IPv4) يوفّر عدداً محدوداً من العناوين التي لا تكفي الأشياء الممكن ربطها على الإنترنت. وعلى الشركات المعنية بالاتصالات الإسراع في تحديث مقاسمها لتزويد خدمات الجيل الرابع والخامس من خدمات الهاتف النقّال.
كما أن من الأمور الواجب تنظيمها الانعكاسات الاجتماعية وحتى النفسية على الأفراد، والناتجة عن ظاهرة التفاهم المباشر بين الآلات والأجهزة والمعدّات. فالإنسان، وعلى مدى التاريخ، كان هو السيد والمسيطر وهو حلقة الوصل بين الأشياء والأجهزة، أما الآن فالأشياء تتصل وتتفاهم مع بعضها دون تدخل البشر وهذا يتطلب تغييراً كبيراً في السلوكيات. وعليه، فإن علماء الاجتماع وعلماء النفس ومن في حكمهم مدعوون لكي يعطوا هذا الموضوع أهميته التي يستحقها.
وختاماً، فإنه من الضروري أن تولي إدارات الإنترنت في الدول، وكذلك جمعيات الإنترنت، الاهتمام اللازم لإنترنت الأشياء وعقد اجتماعات للخبراء وورشات عمل وحوارات وطنية لتحديد سرعة واتجاه التحرك نحو إنترنت الأشياء، إذ إن إنترنت الأشياء ليست ظاهرة طارئة كما قد يبدو، وإنما هي ظاهرة يُتوقع أن تتجذر أكثر وأكثر في سبيل الوصول إلى مجتمع المعلومات واقتصاد المعرفة.